# Willem II in het seizoen 2015/16
Het Eredivisie 2015-2016 van Willem II was het 61ste seizoen van de Nederlandse betaaldvoetbalclub sinds de invoering van het betaald voetbal in 1954. De club kwam door de 9de plaats in het voorgaande seizoen ook dit seizoen uit in de Eredivisie.
Op 25 maart maakte de club formeel bekend de contracten van acht spelers op te zeggen of de optie voor verlenging niet te lichten. Het betrof David Meul, Frank van der Struijk, Robert Braber, Robbie Haemhouts, Adam Nemec, Nick van der Velden, Nicky Kuiper en Justin Mathieu. Later werd besloten de optie in het contract van Lesly de Sa ook niet te lichten. De opties in de contracten van en Anouar Kali en Nigel Bertrams werden wel benut.

## Transfers

### Vertrokken
| Nat                  | Naam                 | Wed.         | Doelp.       | Naar                                                                         |
|                      | Transfervrij         | Transfervrij | Transfervrij | Transfervrij                                                                 |
| -------------------- | -------------------- | ------------ | ------------ | ---------------------------------------------------------------------------- |
| Vlag van Nederland   | Ricardo Ippel        | 80           | 2            | MVV Maastricht                                                               |
| Vlag van Nederland   | Kevin Brands         | 13           | 0            | NAC Breda                                                                    |
| Vlag van Nederland   | Ali Messaoud         | 63           | 15           | FC Vaduz                                                                     |
| Vlag van Israël      | Ben Sahar            | 33           | 7            | Hapoel Beër Sjeva                                                            |
| Vlag van Brazilië    | Renan Zanelli        | 9            | 0            | Grêmio Osasco Audax                                                          |
| Vlag van Nederland   | Charlton Vicento     | 23           | 1            | Helmond Sport                                                                |
| Vlag van Nederland   | Tim Cornelisse       | 42           | 0            | Gestopt                                                                      |
| Vlag van Nederland   | Simon van Zeelst     | 8            | 0            | JVC Cuijk                                                                    |
| Vlag van België      | Maxim Deckers        | 0            | 0            | Cappellen FC                                                                 |
| Vlag van Armenië     | Norair Aslanyan      | 22           | 2            | Almere City FC                                                               |
| Vlag van België      | Ryan Sanusi          | 15           | 1            | Sparta Rotterdam                                                             |
| Vlag van Nederland   | Jeffrey Altheer      | 0            | 0            | KuPS (Per februari 2016)                                                     |
| Vlag van Nederland   | Wiljan Pluim         | 8            | 0            | Bình Dương                                                                   |
|                      | Einde huurperiode    |              |              |                                                                              |
| Vlag van Griekenland | Kostas Lamprou       | 33           | 0            | Feyenoord                                                                    |
| Vlag van Zweden      | Samuel Armenteros    | 30           | 11           | FK Qarabag (Was gehuurd van RSC Anderlecht)                                  |
| Vlag van Kaapverdië  | Jerson Cabral        | 18           | 2            | FC Twente                                                                    |
| Vlag van België      | Jonas Heymans        | 19           | 5            | Antwerp FC (Was gehuurd van AZ)                                              |
| Vlag van Nederland   | Richairo Živković    | 16           | 2            | Ajax (Per januari 2016)                                                      |
| Vlag van Nederland   | Ruben Ligeon         | 5            | 0            | Door Ajax verhuurd aan FC Utrecht (Was gehuurd van Ajax) (Per februari 2016) |
| Vlag van Nederland   | Frenkie de Jong      | 2            | 0            | Ajax (Per januari 2016)                                                      |
|                      | Verhuurd             |              |              |                                                                              |
| Vlag van Nederland   | Mattijs Branderhorst | 0            | 0            | MVV Maastricht                                                               |
| Vlag van België      | Jordy Vleugels       | 2            | 0            | FC Dordrecht (Per januari 2016)                                              |
| Vlag van Nederland   | Justin Mathieu       | 13           | 1            | Go Ahead Eagles                                                              |
|                      | Verkocht             |              |              |                                                                              |
| Vlag van Nederland   | Mitchell Dijks       | 28           | 0            | Ajax                                                                         |
| Vlag van Nederland   | Frenkie de Jong      | 2            | 0            | Ajax                                                                         |
| Vlag van België      | Stijn Wuytens        | 62           | 4            | AZ Alkmaar (Per januari 2016)                                                |

### Aangetrokken
| Nat                  | Naam                     | Vorige Club                                                            |
|                      | Gekocht                  | Gekocht                                                                |
| -------------------- | ------------------------ | ---------------------------------------------------------------------- |
| Vlag van Nigeria     | Bartholomew Ogbeche      | SC Cambuur (Per januari 2016)                                          |
|                      | Transfervrij overgenomen |                                                                        |
| Vlag van Nederland   | Nigel Bertrams           | PSV                                                                    |
| Vlag van Nederland   | Erik Falkenburg          | NAC Breda                                                              |
| Vlag van Nederland   | Guus Joppen              | VVV-Venlo                                                              |
| Vlag van Nederland   | Dico Koppers             | FC Twente                                                              |
| Vlag van Griekenland | Kostas Lamprou           | Feyenoord                                                              |
| Vlag van België      | Funso Ojo                | FC Dordrecht                                                           |
| Vlag van Marokko     | Rochdi Achenteh          | Vitesse (Per januari 2016)                                             |
| Vlag van Marokko     | Anouar Kali              | Clubloos (Per februari 2016)                                           |
| Vlag van Nederland   | Nick van der Velden      | FC Groningen                                                           |
| Vlag van Nederland   | Nicky Kuiper             | Clubloos                                                               |
| Vlag van Nederland   | Jeffrey Altheer          | VVV-Venlo                                                              |
| Vlag van Portugal    | Asumah Abubakar          | Prozis Academy                                                         |
| Vlag van Slowakije   | Adam Nemec               | New York City FC                                                       |
|                      | Gehuurd                  |                                                                        |
| Vlag van Nederland   | Richairo Živković        | Ajax                                                                   |
| Vlag van Nederland   | Lesly de Sa              | Ajax                                                                   |
| Vlag van Nederland   | Ruben Ligeon             | Ajax                                                                   |
| Vlag van Denemarken  | Lucas Andersen           | Ajax                                                                   |
| Vlag van Nederland   | Frenkie de Jong          | Ajax                                                                   |
| Vlag van Nederland   | Guus Hupperts            | AZ (Per januari 2016)                                                  |
| Vlag van België      | Andy Kawaya              | RSC Anderlecht (Per januari 2016)                                      |
|                      | Keert terug van verhuur  |                                                                        |
| Vlag van Armenië     | Norair Aslanyan          | Almere City                                                            |
| Vlag van Nederland   | Justin Mathieu           | FC Oss                                                                 |
| Vlag van Nederland   | Kevin Brands             | FC Volendam                                                            |
| Vlag van België      | Ryan Sanusi              | FC Oss                                                                 |
| Vlag van Nederland   | Simon van Zeelst         | RKC Waalwijk                                                           |
| Vlag van België      | Maxim Deckers            | RKC Waalwijk                                                           |
| Vlag van Nederland   | Justin Mathieu           | Go Ahead Eagles (Per januari 2016 (Niet meer welkom in eerste elftal)) |

## Eerste elftal

### Selectie
Bijgewerkt tot en met de wedstrijd tegen PEC Zwolle
| 1  | Vlag van Griekenland | Kostas Lamprou        | 34 | 0  | 67  | 0  | 2e | Feyenoord           | 10 augustus 2014  | |
| 21 | Vlag van België      | David Meul            | 0  | 0  | 72  | 0  | 5e | SC Cambuur          | 5 augustus 2011   | |
| 32 | Vlag van Nederland   | Nigel Bertrams        | 0  | 0  | 0   | 0  | 1e | PSV                 | -                 | |
|    |                      | Verdedigers           |    |    |     |    |    |                     |                   | |
| 2  | Vlag van Nederland   | Ruben Ligeon          | 5  | 0  | 5   | 0  | 1e | NAC Breda           | 23 augustus 2015  | Gehuurd van Ajax - Per februari 2016 door Ajax teruggehaald en verhuurd aan FC Utrecht                                                   |
| 3  | Vlag van Nederland   | Freek Heerkens        | 10 | 0  | 52  | 1  | 3e | Go Ahead Eagles     | 4 augustus 2013   | |
| 4  | Vlag van Nederland   | Jordens Peters        | 29 | 1  | 126 | 6  | 4e | FC Den Bosch        | 10 augustus 2012  | |
| 5  | Vlag van Nederland   | Dico Koppers          | 23 | 0  | 23  | 0  | 1e | FC Twente           | 9 augustus 2015   | |
| 15 | Vlag van België      | Dries Wuytens         | 33 | 4  | 99  | 8  | 3e | Beerschot AC        | 4 augustus 2013   | |
| 20 | Vlag van Nederland   | Frank van der Struijk | 30 | 0  | 171 | 6  | 8e | Vitesse             | 22 november 2003  | |
| 24 | Vlag van Nederland   | Guus Joppen           | 15 | 1  | 15  | 1  | 1e | VVV-Venlo           | 9 augustus 2015   | |
| 25 | Vlag van Nederland   | Nicky Kuiper          | 0  | 0  | 0   | 0  | 1e | Clubloos            | -                 | |
| 26 | Vlag van Nederland   | Jeffrey Altheer       | 0  | 0  | 0   | 0  | 1e | VVV-Venlo           | -                 | Amateurcontract |
|    |                      | Middenvelders         |    |    |     |    |    |                     |                   | |
| 2  | Vlag van Marokko     | Anouar Kali           | 2  | 0  | 2   | 0  | 1e | Clubloos            | 21 februari 2016  | |
| 6  | Vlag van België      | Funso Ojo             | 32 | 0  | 32  | 0  | 1e | FC Dordrecht        | 9 augustus 2015   | |
| 8  | Vlag van België      | Robbie Haemhouts      | 16 | 1  | 134 | 15 | 5e | Helmond Sport       | 5 augustus 2011   | |
| 10 | Vlag van Nederland   | Erik Falkenburg       | 34 | 11 | 34  | 11 | 1e | NAC Breda           | 9 augustus 2015   | |
| 17 | Vlag van Nederland   | Robert Braber         | 25 | 0  | 53  | 3  | 2e | RKC Waalwijk        | 13 september 2014 | |
| 18 | Vlag van Denemarken  | Lucas Andersen        | 30 | 6  | 30  | 6  | 1e | Ajax                | 28 augustus 2015  | Gehuurd van Ajax |
| 27 | Vlag van Nederland   | Frenkie de Jong       | 1  | 0  | 2   | 0  | 2e | Jeugdopl. Willem II | 10 mei 2015       | Gehuurd van Ajax - Per januari 2016 door Ajax terug gehaald                                                                              |
| 29 | Vlag van België      | Stijn Wuytens         | 18 | 1  | 62  | 4  | 3e | Beerschot AC        | 13 december 2013  | Per januari 2016 verkocht aan AZ |
| 30 | Vlag van België      | Jordy Vleugels        | 1  | 0  | 2   | 0  | 3e | Jeugdopl. Willem II | 25 april 2014     | Per januari 2016 verhuurd aan FC Dordrecht                                                                                               |
| 35 | Vlag van Marokko     | Rochdi Achenteh       | 13 | 0  | 13  | 0  | 1e | Vitesse             | 29 januari 2016   | |
|    |                      | Aanvallers            |    |    |     |    |    |                     |                   | |
| 7  | Vlag van Nederland   | Terell Ondaan         | 11 | 1  | 78  | 9  | 3e | Telstar             | 23 augustus 2013  | |
| 9  | Vlag van Nederland   | Richairo Živković     | 16 | 2  | 16  | 2  | 1e | Ajax                | 9 augustus 2015   | Gehuurd van Ajax - Per januari 2016 door Ajax terug gehaald                                                                              |
| 11 | Vlag van Brazilië    | Bruno Andrade         | 11 | 1  | 67  | 19 | 3e | Audax Rio           | 10 augustus 2013  | |
| 14 | Vlag van Nederland   | Guus Hupperts         | 13 | 0  | 13  | 0  | 1e | AZ                  | 23 januari 2016   | Gehuurd van AZ |
| 19 | Vlag van Nederland   | Lesly de Sa           | 18 | 0  | 18  | 0  | 1e | Go Ahead Eagles     | 9 augustus 2015   | Gehuurd van Ajax |
| 22 | Vlag van Nederland   | Justin Mathieu        | 4  | 0  | 13  | 1  | 2e | FC Oss (verhuurd)   | 23 augustus 2013  | Per 1 september verhuurd aan Go Ahead Eagles - Per 1 januari 2016 terug gehaald en per 12 januari niet meer welkom bij het eerste elftal |
| 22 | Vlag van Nigeria     | Bartholomew Ogbeche   | 4  | 1  | 4   | 1  | 1e | SC Cambuur          | 29 januari 2016   | |
| 23 | Vlag van Nederland   | Nick van der Velden   | 25 | 3  | 25  | 3  | 1e | FC Groningen        | 23 augustus 2015  | |
| 28 | Vlag van Portugal    | Asumah Abubakar       | 1  | 0  | 1   | 0  | 1e | Prozis Academy      | 2 april 2016      | |
| 37 | Vlag van Slowakije   | Adam Nemec            | 10 | 0  | 10  | 0  | 1e | New York City FC    | 19 september 2015 | |
| 38 | Vlag van België      | Andy Kawaya           | 8  | 0  | 8   | 0  | 1e | RSC Anderlecht      | 17 januari 2016   | Gehuurd van RSC Anderlecht |

cursief = tijdens het seizoen (tijdelijk) vertrokken

### Technische staf
|                    | Naam                   | Functie                              |
| ------------------ | ---------------------- | ------------------------------------ |
| Vlag van Nederland | Jurgen Streppel        | Hoofdtrainer / technisch manager     |
| Vlag van Nederland | Adrie Bogers           | assistent-trainer                    |
| Vlag van Nederland | Edwin Linssen          | assistent-trainer / trainer beloften |
| Vlag van Nederland | Ruud van der Rijt      | assistent-trainer / videoanalist     |
| Vlag van Nederland | Roland Vromans         | spitstrainer/ Hoofd scouting         |
| Vlag van Nederland | Raymond Vissers        | keeperstrainer                       |
| Vlag van Nederland | Arno Arts              | Specialistentrainer                  |
| Vlag van Nederland | Henry van Amelsfort    | Loop/conditie trainer / verzorger    |
| Vlag van Nederland | Mitchell van Amelsfort | Materiaalman                         |
| Vlag van Nederland | Ad Engel               | Materiaalman                         |
| Vlag van Nederland | Gijs van der Bom       | fysiotherapeut                       |

## Wedstrijden

### Oefenwedstrijden
N.n.b.

### Eredivisie

#### Augustus
| 9 augustus 2015 16:45 uur                                                              | Willem II           | 1-1 (0-0) | Vitesse           | Opstelling Willem II | Opstelling Vitesse |  |
| Stadion: Koning Willem II Stadion Toeschouwers: 11.000 Scheidsrechter: Jochem Kamphuis | Erik Falkenburg 64' |           | 74' Denys Oliynyk | Kostas Lamprou, Jordens Peters , Dico Koppers, Dries Wuytens, Frank van der Struijk, Funso Ojo, Erik Falkenburg, Stijn Wuytens, Richairo Živković, Bruno Andrade, Lesly de Sa | Eloy Room, Kelvin Leerdam , Kevin Diks, Rochdi Achenteh, Goeram Kasjia, Valeri Qazaishvili, Marvelous Nakamba, Lewis Baker, Isaiah Brown, Denys Oliynyk , Milot Rashica |  |
| Stadion: Koning Willem II Stadion Toeschouwers: 11.000 Scheidsrechter: Jochem Kamphuis |                     |           |                   | Kostas Lamprou, Jordens Peters , Dico Koppers, Dries Wuytens, Frank van der Struijk, Funso Ojo, Erik Falkenburg, Stijn Wuytens, Richairo Živković, Bruno Andrade, Lesly de Sa | Eloy Room, Kelvin Leerdam , Kevin Diks, Rochdi Achenteh, Goeram Kasjia, Valeri Qazaishvili, Marvelous Nakamba, Lewis Baker, Isaiah Brown, Denys Oliynyk , Milot Rashica |  |
| Stadion: Koning Willem II Stadion Toeschouwers: 11.000 Scheidsrechter: Jochem Kamphuis |                     |           |                   | Kostas Lamprou, Jordens Peters , Dico Koppers, Dries Wuytens, Frank van der Struijk, Funso Ojo, Erik Falkenburg, Stijn Wuytens, Richairo Živković, Bruno Andrade, Lesly de Sa | Eloy Room, Kelvin Leerdam , Kevin Diks, Rochdi Achenteh, Goeram Kasjia, Valeri Qazaishvili, Marvelous Nakamba, Lewis Baker, Isaiah Brown, Denys Oliynyk , Milot Rashica |  |
|                                                                                        |                     |           |                   | | |  |

| 15 augustus 2015 19:45 uur                                                | AFC Ajax                                                  | 3-0 (1-0) | Willem II | Opstelling AFC Ajax | Opstelling Willem II |  |
| Stadion: Amsterdam Arena Toeschouwers: 48.494 Scheidsrechter: Bas Nijhuis | Arkadiusz Milik 18' Anwar El Ghazi 67' Anwar El Ghazi 90' |           |           | Jasper Cillessen, Joël Veltman, Jaïro Riedewald, Kenny Tete, Mitchell Dijks, Riechedly Bazoer, Daley Sinkgraven, Davy Klaassen, Nemanja Gudelj, Arkadiusz Milik, Anwar El Ghazi | Kostas Lamprou, Jordens Peters, Dico Koppers, Dries Wuytens, Frank van der Struijk, Funso Ojo, Erik Falkenburg, Stijn Wuytens, Richairo Živković, Bruno Andrade, Lesly de Sa |  |
| Stadion: Amsterdam Arena Toeschouwers: 48.494 Scheidsrechter: Bas Nijhuis |                                                           |           |           | Jasper Cillessen, Joël Veltman, Jaïro Riedewald, Kenny Tete, Mitchell Dijks, Riechedly Bazoer, Daley Sinkgraven, Davy Klaassen, Nemanja Gudelj, Arkadiusz Milik, Anwar El Ghazi | Kostas Lamprou, Jordens Peters, Dico Koppers, Dries Wuytens, Frank van der Struijk, Funso Ojo, Erik Falkenburg, Stijn Wuytens, Richairo Živković, Bruno Andrade, Lesly de Sa |  |
| Stadion: Amsterdam Arena Toeschouwers: 48.494 Scheidsrechter: Bas Nijhuis |                                                           |           |           | Jasper Cillessen, Joël Veltman, Jaïro Riedewald, Kenny Tete, Mitchell Dijks, Riechedly Bazoer, Daley Sinkgraven, Davy Klaassen, Nemanja Gudelj, Arkadiusz Milik, Anwar El Ghazi | Kostas Lamprou, Jordens Peters, Dico Koppers, Dries Wuytens, Frank van der Struijk, Funso Ojo, Erik Falkenburg, Stijn Wuytens, Richairo Živković, Bruno Andrade, Lesly de Sa |  |
|                                                                           |                                                           |           |           | | |  |

| 23 augustus 2015 14:30 uur                                            | AZ Alkmaar | 0-0 | Willem II | Opstelling AZ Alkmaar | Opstelling Willem II |  |
| Stadion: AFAS Stadion Toeschouwers: 14.144 Scheidsrechter: Ed Janssen |            |     |           | Sergio Rochet, Mattias Johansson, Jeffrey Gouweleeuw, Jop van der Linden, Ridgeciano Haps, Joris van Overeem, Markus Henriksen, Dabney dos Santos, Thom Haye, Muamer Tanković, Vincent Janssen | Kostas Lamprou, Jordens Peters, Dico Koppers, Dries Wuytens , Frank van der Struijk , Funso Ojo , Erik Falkenburg, Nick van der Velden , Stijn Wuytens, Richairo Živković, Lesly de Sa |  |
| Stadion: AFAS Stadion Toeschouwers: 14.144 Scheidsrechter: Ed Janssen |            |     |           | Sergio Rochet, Mattias Johansson, Jeffrey Gouweleeuw, Jop van der Linden, Ridgeciano Haps, Joris van Overeem, Markus Henriksen, Dabney dos Santos, Thom Haye, Muamer Tanković, Vincent Janssen | Kostas Lamprou, Jordens Peters, Dico Koppers, Dries Wuytens , Frank van der Struijk , Funso Ojo , Erik Falkenburg, Nick van der Velden , Stijn Wuytens, Richairo Živković, Lesly de Sa |  |
| Stadion: AFAS Stadion Toeschouwers: 14.144 Scheidsrechter: Ed Janssen |            |     |           | Sergio Rochet, Mattias Johansson, Jeffrey Gouweleeuw, Jop van der Linden, Ridgeciano Haps, Joris van Overeem, Markus Henriksen, Dabney dos Santos, Thom Haye, Muamer Tanković, Vincent Janssen | Kostas Lamprou, Jordens Peters, Dico Koppers, Dries Wuytens , Frank van der Struijk , Funso Ojo , Erik Falkenburg, Nick van der Velden , Stijn Wuytens, Richairo Živković, Lesly de Sa |  |
|                                                                       |            |     |           | | |  |

| 28 augustus 2015 20:00 uur                                                                    | Willem II | 0-1 (0-0) | NEC Nijmegen      | Opstelling Willem II | Opstelling NEC Nijmegen |  |
| Stadion: Koning Willem II Stadion Toeschouwers: 10.500 Scheidsrechter: Martin van den Kerkhof |           |           | 64' Navarone Foor | Kostas Lamprou, Jordens Peters, Dico Koppers, Dries Wuytens, Frank van der Struijk , Funso Ojo , Erik Falkenburg, Robert Braber, Stijn Wuytens, Lesly de Sa, Nick van der Velden | Hannes Halldórsson, Rens van Eijden, Wojciech Golla, Bart Buysse, Tidd Kane, Christian Santos , Janio Bikel, Marcel Ritzmaier, Navarone Foor, Joey Sleegers, Mohammed Rayhi |  |
| Stadion: Koning Willem II Stadion Toeschouwers: 10.500 Scheidsrechter: Martin van den Kerkhof |           |           |                   | Kostas Lamprou, Jordens Peters, Dico Koppers, Dries Wuytens, Frank van der Struijk , Funso Ojo , Erik Falkenburg, Robert Braber, Stijn Wuytens, Lesly de Sa, Nick van der Velden | Hannes Halldórsson, Rens van Eijden, Wojciech Golla, Bart Buysse, Tidd Kane, Christian Santos , Janio Bikel, Marcel Ritzmaier, Navarone Foor, Joey Sleegers, Mohammed Rayhi |  |
| Stadion: Koning Willem II Stadion Toeschouwers: 10.500 Scheidsrechter: Martin van den Kerkhof |           |           |                   | Kostas Lamprou, Jordens Peters, Dico Koppers, Dries Wuytens, Frank van der Struijk , Funso Ojo , Erik Falkenburg, Robert Braber, Stijn Wuytens, Lesly de Sa, Nick van der Velden | Hannes Halldórsson, Rens van Eijden, Wojciech Golla, Bart Buysse, Tidd Kane, Christian Santos , Janio Bikel, Marcel Ritzmaier, Navarone Foor, Joey Sleegers, Mohammed Rayhi |  |
|                                                                                               |           |           |                   | | |  |

#### September
| 13 september 2015 14:30 uur                                            | Feyenoord       | 1-0 (0-0) | Willem II | Opstelling Feyenoord | Opstelling Willem II |  |
| Stadion: De Kuip Toeschouwers: 47.500 Scheidsrechter: Richard Liesveld | Eljero Elia 68' |           |           | Kenneth Vermeer, Rick Karsdorp, Sven van Beek, Terence Kongolo , Jan-Arie van der Heijden, Marko Vejinović, Karim El Ahmadi, Jens Toornstra, Dirk Kuyt, Bilal Başacıkoğlu, Michiel Kramer | Kostas Lamprou, Jordens Peters, Dico Koppers , Dries Wuytens, Frank van der Struijk , Funso Ojo, Erik Falkenburg, Stijn Wuytens, Richairo Živković, Lesly de Sa, Nick van der Velden |  |
| Stadion: De Kuip Toeschouwers: 47.500 Scheidsrechter: Richard Liesveld |                 |           |           | Kenneth Vermeer, Rick Karsdorp, Sven van Beek, Terence Kongolo , Jan-Arie van der Heijden, Marko Vejinović, Karim El Ahmadi, Jens Toornstra, Dirk Kuyt, Bilal Başacıkoğlu, Michiel Kramer | Kostas Lamprou, Jordens Peters, Dico Koppers , Dries Wuytens, Frank van der Struijk , Funso Ojo, Erik Falkenburg, Stijn Wuytens, Richairo Živković, Lesly de Sa, Nick van der Velden |  |
| Stadion: De Kuip Toeschouwers: 47.500 Scheidsrechter: Richard Liesveld |                 |           |           | Kenneth Vermeer, Rick Karsdorp, Sven van Beek, Terence Kongolo , Jan-Arie van der Heijden, Marko Vejinović, Karim El Ahmadi, Jens Toornstra, Dirk Kuyt, Bilal Başacıkoğlu, Michiel Kramer | Kostas Lamprou, Jordens Peters, Dico Koppers , Dries Wuytens, Frank van der Struijk , Funso Ojo, Erik Falkenburg, Stijn Wuytens, Richairo Živković, Lesly de Sa, Nick van der Velden |  |
|                                                                        |                 |           |           | | |  |

| 19 september 2015 20:45 uur                                                          | Willem II                                                          | 3-1 (1-0) | FC Utrecht         | Opstelling Willem II | Opstelling FC Utrecht |  |
| Stadion: Koning Willem II Stadion Toeschouwers: 11.600 Scheidsrechter: Siemen Mulder | Erik Falkenburg 26' Louis Nganioni 53' (e.d.) Robbie Haemhouts 69' |           | 48' Nacer Barazite | Kostas Lamprou, Jordens Peters, Dico Koppers, Dries Wuytens, Frank van der Struijk, Funso Ojo, Robbie Haemhouts, Erik Falkenburg, Lucas Andersen, Stijn Wuytens , Nick van der Velden | Robbin Ruiter, Mark van der Maarel, Timo Letschert, Sean Klaiber, Louis Nganioni , Yassin Ayoub, Rico Strieder , Willem Janssen, Bart Ramselaar, Nacer Barazite, Sébastien Haller |  |
| Stadion: Koning Willem II Stadion Toeschouwers: 11.600 Scheidsrechter: Siemen Mulder |                                                                    |           |                    | Kostas Lamprou, Jordens Peters, Dico Koppers, Dries Wuytens, Frank van der Struijk, Funso Ojo, Robbie Haemhouts, Erik Falkenburg, Lucas Andersen, Stijn Wuytens , Nick van der Velden | Robbin Ruiter, Mark van der Maarel, Timo Letschert, Sean Klaiber, Louis Nganioni , Yassin Ayoub, Rico Strieder , Willem Janssen, Bart Ramselaar, Nacer Barazite, Sébastien Haller |  |
| Stadion: Koning Willem II Stadion Toeschouwers: 11.600 Scheidsrechter: Siemen Mulder |                                                                    |           |                    | Kostas Lamprou, Jordens Peters, Dico Koppers, Dries Wuytens, Frank van der Struijk, Funso Ojo, Robbie Haemhouts, Erik Falkenburg, Lucas Andersen, Stijn Wuytens , Nick van der Velden | Robbin Ruiter, Mark van der Maarel, Timo Letschert, Sean Klaiber, Louis Nganioni , Yassin Ayoub, Rico Strieder , Willem Janssen, Bart Ramselaar, Nacer Barazite, Sébastien Haller |  |
|                                                                                      |                                                                    |           |                    | | |  |

| 27 september 2015 12:30 uur                                                   | De Graafschap                            | 2-2 (2-0) | Willem II                               | Opstelling De Graafschap | Opstelling Willem II |  |
| Stadion: Stadion De Vijverberg Toeschouwers: 9.183 Scheidsrechter: Ed Janssen | 68' (pen) Cas Peters 90' Vincent Vermeij |           | Erik Falkenburg 41' Erik Falkenburg 43' | Hidde Jurjus, Ted van de Pavert, Jeroen Tesselaar, Nathaniel Will, Jan Lammers , Alexander Bannink , Bryan Smeets, Youssef El Jebli, Kristopher Vida, Erik Quekel, Cas Peters | Kostas Lamprou, Ruben Ligeon, Dico Koppers, Dries Wuytens, Frank van der Struijk, Funso Ojo , Robbie Haemhouts, Erik Falkenburg, Lucas Andersen, Stijn Wuytens, Nick van der Velden |  |
| Stadion: Stadion De Vijverberg Toeschouwers: 9.183 Scheidsrechter: Ed Janssen |                                          |           |                                         | Hidde Jurjus, Ted van de Pavert, Jeroen Tesselaar, Nathaniel Will, Jan Lammers , Alexander Bannink , Bryan Smeets, Youssef El Jebli, Kristopher Vida, Erik Quekel, Cas Peters | Kostas Lamprou, Ruben Ligeon, Dico Koppers, Dries Wuytens, Frank van der Struijk, Funso Ojo , Robbie Haemhouts, Erik Falkenburg, Lucas Andersen, Stijn Wuytens, Nick van der Velden |  |
| Stadion: Stadion De Vijverberg Toeschouwers: 9.183 Scheidsrechter: Ed Janssen |                                          |           |                                         | Hidde Jurjus, Ted van de Pavert, Jeroen Tesselaar, Nathaniel Will, Jan Lammers , Alexander Bannink , Bryan Smeets, Youssef El Jebli, Kristopher Vida, Erik Quekel, Cas Peters | Kostas Lamprou, Ruben Ligeon, Dico Koppers, Dries Wuytens, Frank van der Struijk, Funso Ojo , Robbie Haemhouts, Erik Falkenburg, Lucas Andersen, Stijn Wuytens, Nick van der Velden |  |
|                                                                               |                                          |           |                                         | | |  |

#### Oktober
| 3 oktober 2015 19:45 uur                                                                | Willem II | 0-1 (0-1) | PEC Zwolle      | Opstelling Willem II | Opstelling PEC Zwolle |  |
| Stadion: Koning Willem II Stadion Toeschouwers: 11.500 Scheidsrechter: Richard Liesveld |           |           | 43' Ouasim Bouy | Kostas Lamprou, Ruben Ligeon, Dries Wuytens, Frank van der Struijk, Funso Ojo, Robbie Haemhouts, Erik Falkenburg, Lucas Andersen, Stijn Wuytens, Nick van der Velden, Adam Nemec | Mickey van der Hart, Bram van Polen, Dirk Marcellis, Bart van Hintum, Thomas Lam 27', Ouasim Bouy 23', Wouter Marinus, Rick Dekker, Sheraldo Becker 90', Lars Veldwijk, Ryan Thomas |  |
| Stadion: Koning Willem II Stadion Toeschouwers: 11.500 Scheidsrechter: Richard Liesveld |           |           |                 | Kostas Lamprou, Ruben Ligeon, Dries Wuytens, Frank van der Struijk, Funso Ojo, Robbie Haemhouts, Erik Falkenburg, Lucas Andersen, Stijn Wuytens, Nick van der Velden, Adam Nemec | Mickey van der Hart, Bram van Polen, Dirk Marcellis, Bart van Hintum, Thomas Lam 27', Ouasim Bouy 23', Wouter Marinus, Rick Dekker, Sheraldo Becker 90', Lars Veldwijk, Ryan Thomas |  |
| Stadion: Koning Willem II Stadion Toeschouwers: 11.500 Scheidsrechter: Richard Liesveld |           |           |                 | Kostas Lamprou, Ruben Ligeon, Dries Wuytens, Frank van der Struijk, Funso Ojo, Robbie Haemhouts, Erik Falkenburg, Lucas Andersen, Stijn Wuytens, Nick van der Velden, Adam Nemec | Mickey van der Hart, Bram van Polen, Dirk Marcellis, Bart van Hintum, Thomas Lam 27', Ouasim Bouy 23', Wouter Marinus, Rick Dekker, Sheraldo Becker 90', Lars Veldwijk, Ryan Thomas |  |
|                                                                                         |           |           |                 | | |  |

| 17 oktober 2015 18:30 uur                                            | FC Groningen                                                | 2-1 (1-0) | Willem II | Opstelling FC Groningen | Opstelling Willem II |  |
| Stadion: Euroborg Toeschouwers: 21.787 Scheidsrechter: Dennis Higler | Mimoun Mahi 24' Etiënne Reijnen 85' (e.d.) Danny Hoesen 87' |           |           | Sergio Padt, Johan Kappelhof, Etiënne Reijnen, Abel Tamata, Hans Hateboer, Albert Rusnák, Jesper Drost, Simon Tibbling 82', Hedwiges Maduro, Bryan Linssen, Mimoun Mahi | Kostas Lamprou, Jordens Peters, Dico Koppers, Dries Wuytens, Frank van der Struijk, Funso Ojo, Robbie Haemhouts, Erik Falkenburg, Lucas Andersen 35', Stijn Wuytens, Richairo Živković |  |
| Stadion: Euroborg Toeschouwers: 21.787 Scheidsrechter: Dennis Higler |                                                             |           |           | Sergio Padt, Johan Kappelhof, Etiënne Reijnen, Abel Tamata, Hans Hateboer, Albert Rusnák, Jesper Drost, Simon Tibbling 82', Hedwiges Maduro, Bryan Linssen, Mimoun Mahi | Kostas Lamprou, Jordens Peters, Dico Koppers, Dries Wuytens, Frank van der Struijk, Funso Ojo, Robbie Haemhouts, Erik Falkenburg, Lucas Andersen 35', Stijn Wuytens, Richairo Živković |  |
| Stadion: Euroborg Toeschouwers: 21.787 Scheidsrechter: Dennis Higler |                                                             |           |           | Sergio Padt, Johan Kappelhof, Etiënne Reijnen, Abel Tamata, Hans Hateboer, Albert Rusnák, Jesper Drost, Simon Tibbling 82', Hedwiges Maduro, Bryan Linssen, Mimoun Mahi | Kostas Lamprou, Jordens Peters, Dico Koppers, Dries Wuytens, Frank van der Struijk, Funso Ojo, Robbie Haemhouts, Erik Falkenburg, Lucas Andersen 35', Stijn Wuytens, Richairo Živković |  |
|                                                                      |                                                             |           |           | | |  |

| 24 oktober 2015 18:30 uur                                                              | Willem II                                | 2-2 (1-0) | Sc Heerenveen                         | Opstelling Willem II | Opstelling Sc Heerenveen |  |
| Stadion: Koning Willem II Stadion Toeschouwers: 13.500 Scheidsrechter: Jeroen Manschot | Richairo Živković 23' Lucas Andersen 73' |           | 50' Henk Veerman 78' Luciano Slagveer | Kostas Lamprou, Jordens Peters, Dico Koppers, Dries Wuytens 85', Frank van der Struijk, Funso Ojo, Robbie Haemhouts, Erik Falkenburg, Lucas Andersen, Stijn Wuytens, Richairo Živković | Erwin Mulder, Pelé van Anholt, Kenneth Otigba, Jerry St. Juste, Caner Cavlan 87', Morten Thorsby, Simon Thern 69', Joey van den Berg 31', Luciano Slagveer, Sam Larsson, Henk Veerman 87' |  |
| Stadion: Koning Willem II Stadion Toeschouwers: 13.500 Scheidsrechter: Jeroen Manschot |                                          |           |                                       | Kostas Lamprou, Jordens Peters, Dico Koppers, Dries Wuytens 85', Frank van der Struijk, Funso Ojo, Robbie Haemhouts, Erik Falkenburg, Lucas Andersen, Stijn Wuytens, Richairo Živković | Erwin Mulder, Pelé van Anholt, Kenneth Otigba, Jerry St. Juste, Caner Cavlan 87', Morten Thorsby, Simon Thern 69', Joey van den Berg 31', Luciano Slagveer, Sam Larsson, Henk Veerman 87' |  |
| Stadion: Koning Willem II Stadion Toeschouwers: 13.500 Scheidsrechter: Jeroen Manschot |                                          |           |                                       | Kostas Lamprou, Jordens Peters, Dico Koppers, Dries Wuytens 85', Frank van der Struijk, Funso Ojo, Robbie Haemhouts, Erik Falkenburg, Lucas Andersen, Stijn Wuytens, Richairo Živković | Erwin Mulder, Pelé van Anholt, Kenneth Otigba, Jerry St. Juste, Caner Cavlan 87', Morten Thorsby, Simon Thern 69', Joey van den Berg 31', Luciano Slagveer, Sam Larsson, Henk Veerman 87' |  |
|                                                                                        |                                          |           |                                       | | |  |

| 30 oktober 2015 20:00 uur                                               | Heracles Almelo                      | 2-1 (2-0) | Willem II           | Opstelling Heracles Almelo | Opstelling Willem II |  |
| Stadion: Polman Stadion Toeschouwers: 11.123 Scheidsrechter: Ed Janssen | Jaroslav Navratil 3' Ramon Zomer 28' |           | 56' Erik Falkenburg | Bram Castro, Mike te Wierik, Wout Droste, Ramon Zomer, Iliass Bel Hassani, Thomas Bruns, Joey Pelupessy 40', Robin Gosens, Jaroslav Navratil, Wout Weghorst, Gonzalo García-García | Kostas Lamprou, Dico Koppers, Dries Wuytens, Frank van der Struijk, Jordens Peters, Erik Falkenburg, Funso Ojo, Lucas Andersen, Stijn Wuytens, Adam Nemec, Richairo Živković |  |
| Stadion: Polman Stadion Toeschouwers: 11.123 Scheidsrechter: Ed Janssen |                                      |           |                     | Bram Castro, Mike te Wierik, Wout Droste, Ramon Zomer, Iliass Bel Hassani, Thomas Bruns, Joey Pelupessy 40', Robin Gosens, Jaroslav Navratil, Wout Weghorst, Gonzalo García-García | Kostas Lamprou, Dico Koppers, Dries Wuytens, Frank van der Struijk, Jordens Peters, Erik Falkenburg, Funso Ojo, Lucas Andersen, Stijn Wuytens, Adam Nemec, Richairo Živković |  |
| Stadion: Polman Stadion Toeschouwers: 11.123 Scheidsrechter: Ed Janssen |                                      |           |                     | Bram Castro, Mike te Wierik, Wout Droste, Ramon Zomer, Iliass Bel Hassani, Thomas Bruns, Joey Pelupessy 40', Robin Gosens, Jaroslav Navratil, Wout Weghorst, Gonzalo García-García | Kostas Lamprou, Dico Koppers, Dries Wuytens, Frank van der Struijk, Jordens Peters, Erik Falkenburg, Funso Ojo, Lucas Andersen, Stijn Wuytens, Adam Nemec, Richairo Živković |  |
|                                                                         |                                      |           |                     | | |  |

#### November
| 7 november 2015 19:45                                                                 | Willem II                              | 2-3 (2-2) | SBV Excelsior                                         | Opstelling Willem II | Opstelling SBV Excelsior |  |
| Stadion: Koning Willem II-stadion Toeschouwers: 11.200 Scheidsrechter: Pol van Boekel | Richairo Živković 1' Dries Wuytens 19' |           | 3' Tom van Weert 29' Jeff Stans 57' Daryl van Mieghem | Kostas Lamprou, Jordens Peters 65', Dico Koppers, Dries Wuytens, Frank van der Struijk, Funso Ojo 32', Erik Falkenburg, Lucas Andersen, Stijn Wuytens, Richairo Živković, Adam Nemec | Tom Muyters, Khalid Karami, Bas Kuipers, Sander Fischer, Jurgen Mattheij, Rick Kruys, Adil Auassar, Jeff Stans, Tom van Weert 39', Daryl van Mieghem 33', Brandley Kuwas |  |
| Stadion: Koning Willem II-stadion Toeschouwers: 11.200 Scheidsrechter: Pol van Boekel |                                        |           |                                                       | Kostas Lamprou, Jordens Peters 65', Dico Koppers, Dries Wuytens, Frank van der Struijk, Funso Ojo 32', Erik Falkenburg, Lucas Andersen, Stijn Wuytens, Richairo Živković, Adam Nemec | Tom Muyters, Khalid Karami, Bas Kuipers, Sander Fischer, Jurgen Mattheij, Rick Kruys, Adil Auassar, Jeff Stans, Tom van Weert 39', Daryl van Mieghem 33', Brandley Kuwas |  |
| Stadion: Koning Willem II-stadion Toeschouwers: 11.200 Scheidsrechter: Pol van Boekel |                                        |           |                                                       | Kostas Lamprou, Jordens Peters 65', Dico Koppers, Dries Wuytens, Frank van der Struijk, Funso Ojo 32', Erik Falkenburg, Lucas Andersen, Stijn Wuytens, Richairo Živković, Adam Nemec | Tom Muyters, Khalid Karami, Bas Kuipers, Sander Fischer, Jurgen Mattheij, Rick Kruys, Adil Auassar, Jeff Stans, Tom van Weert 39', Daryl van Mieghem 33', Brandley Kuwas |  |
|                                                                                       |                                        |           |                                                       | | |  |

| 21 november 2015 20:45                                                                  | Willem II                               | 2-2 (0-1) | PSV                                 | Opstelling Willem II | Opstelling PSV |  |
| Stadion: Koning Willem II-stadion Toeschouwers: 14.112 Scheidsrechter: Serdar Gözübüyük | Erik Falkenburg 55' Erik Falkenburg 62' |           | 11' Gastón Pereiro 74' Luuk de Jong | Kostas Lamprou, Jordens Peters, Dries Wuytens, Frank van der Struijk, Guus Joppen, Funso Ojo, Erik Falkenburg, Lucas Andersen, Stijn Wuytens, Richairo Živković, Nick van der Velden | Jeroen Zoet, Nicolas Isimat-Mirin, Santiago Arias, Jeffrey Bruma 84', Joshua Brenet, Davy Pröpper 54', Andrés Guardado, Jorrit Hendrix, Gastón Pereiro 85', Luuk de Jong, Jürgen Locadia |  |
| Stadion: Koning Willem II-stadion Toeschouwers: 14.112 Scheidsrechter: Serdar Gözübüyük |                                         |           |                                     | Kostas Lamprou, Jordens Peters, Dries Wuytens, Frank van der Struijk, Guus Joppen, Funso Ojo, Erik Falkenburg, Lucas Andersen, Stijn Wuytens, Richairo Živković, Nick van der Velden | Jeroen Zoet, Nicolas Isimat-Mirin, Santiago Arias, Jeffrey Bruma 84', Joshua Brenet, Davy Pröpper 54', Andrés Guardado, Jorrit Hendrix, Gastón Pereiro 85', Luuk de Jong, Jürgen Locadia |  |
| Stadion: Koning Willem II-stadion Toeschouwers: 14.112 Scheidsrechter: Serdar Gözübüyük |                                         |           |                                     | Kostas Lamprou, Jordens Peters, Dries Wuytens, Frank van der Struijk, Guus Joppen, Funso Ojo, Erik Falkenburg, Lucas Andersen, Stijn Wuytens, Richairo Živković, Nick van der Velden | Jeroen Zoet, Nicolas Isimat-Mirin, Santiago Arias, Jeffrey Bruma 84', Joshua Brenet, Davy Pröpper 54', Andrés Guardado, Jorrit Hendrix, Gastón Pereiro 85', Luuk de Jong, Jürgen Locadia |  |
|                                                                                         |                                         |           |                                     | | |  |

| 28 november 2015 20:45                                                      | FC Twente           | 1-3 (1-3) | Willem II                                                | Opstelling FC Twente | Opstelling Willem II |  |
| Stadion: Grolsch Veste Toeschouwers: 24.100 Scheidsrechter: Jeroen Manschot | Jari Oosterwijk 37' |           | 16' Lucas Andersen 21' Lucas Andersen 45' Lucas Andersen | Joël Drommel, Bruno Uvini, Joachim Andersen, Peet Bijen 79', Jeroen van der Lely, Hakim Ziyech 78', Renato Tapia, Kamohelo Mokotjo, Chinedu Ede, Thomas Agyepong, Jari Oosterwijk | Kostas Lamprou, Jordens Peters 75', Dries Wuytens, Frank van der Struijk 77', Guus Joppen, Funso Ojo 90', Erik Falkenburg, Lucas Andersen, Stijn Wuytens, Richairo Živković, Nick van der Velden |  |
| Stadion: Grolsch Veste Toeschouwers: 24.100 Scheidsrechter: Jeroen Manschot |                     |           |                                                          | Joël Drommel, Bruno Uvini, Joachim Andersen, Peet Bijen 79', Jeroen van der Lely, Hakim Ziyech 78', Renato Tapia, Kamohelo Mokotjo, Chinedu Ede, Thomas Agyepong, Jari Oosterwijk | Kostas Lamprou, Jordens Peters 75', Dries Wuytens, Frank van der Struijk 77', Guus Joppen, Funso Ojo 90', Erik Falkenburg, Lucas Andersen, Stijn Wuytens, Richairo Živković, Nick van der Velden |  |
| Stadion: Grolsch Veste Toeschouwers: 24.100 Scheidsrechter: Jeroen Manschot |                     |           |                                                          | Joël Drommel, Bruno Uvini, Joachim Andersen, Peet Bijen 79', Jeroen van der Lely, Hakim Ziyech 78', Renato Tapia, Kamohelo Mokotjo, Chinedu Ede, Thomas Agyepong, Jari Oosterwijk | Kostas Lamprou, Jordens Peters 75', Dries Wuytens, Frank van der Struijk 77', Guus Joppen, Funso Ojo 90', Erik Falkenburg, Lucas Andersen, Stijn Wuytens, Richairo Živković, Nick van der Velden |  |
|                                                                             |                     |           |                                                          | | |  |

#### December
| 6 december 2015 12:30                                                                | Willem II                                             | 3-0 (1-0) | SC Cambuur | Opstelling Willem II | Opstelling SC Cambuur |  |
| Stadion: Koning Willem II-stadion Toeschouwers: 12.050 Scheidsrechter: Dennis Higler | Guus Joppen 12' Erik Falkenburg 80' Stijn Wuytens 88' |           |            | Kostas Lamprou, Freek Heerkens, Jordens Peters, Dries Wuytens, Frank van der Struijk, Guus Joppen 62', Erik Falkenburg 86', Lucas Andersen, Stijn Wuytens, Richairo Živković, Nick van der Velden 79' | Harm Zeinstra, Vytautas Andriuškevičius 66', Djavan Anderson, Martijn van der Laan, Erik Bakker, Sjoerd Overgoor, Jack Byrne, Sander van de Streek, Jamiro Monteiro 29', Furdjel Narsingh, Bartholomew Ogbeche |  |
| Stadion: Koning Willem II-stadion Toeschouwers: 12.050 Scheidsrechter: Dennis Higler |                                                       |           |            | Kostas Lamprou, Freek Heerkens, Jordens Peters, Dries Wuytens, Frank van der Struijk, Guus Joppen 62', Erik Falkenburg 86', Lucas Andersen, Stijn Wuytens, Richairo Živković, Nick van der Velden 79' | Harm Zeinstra, Vytautas Andriuškevičius 66', Djavan Anderson, Martijn van der Laan, Erik Bakker, Sjoerd Overgoor, Jack Byrne, Sander van de Streek, Jamiro Monteiro 29', Furdjel Narsingh, Bartholomew Ogbeche |  |
| Stadion: Koning Willem II-stadion Toeschouwers: 12.050 Scheidsrechter: Dennis Higler |                                                       |           |            | Kostas Lamprou, Freek Heerkens, Jordens Peters, Dries Wuytens, Frank van der Struijk, Guus Joppen 62', Erik Falkenburg 86', Lucas Andersen, Stijn Wuytens, Richairo Živković, Nick van der Velden 79' | Harm Zeinstra, Vytautas Andriuškevičius 66', Djavan Anderson, Martijn van der Laan, Erik Bakker, Sjoerd Overgoor, Jack Byrne, Sander van de Streek, Jamiro Monteiro 29', Furdjel Narsingh, Bartholomew Ogbeche |  |
|                                                                                      |                                                       |           |            | | |  |

| 12 december 2015 18:30                                                        | ADO Den Haag     | 1-1 (1-0) | Willem II               | Opstelling ADO Den Haag | Opstelling Willem II |  |
| Stadion: Kyocera Stadion Toeschouwers: 11.703 Scheidsrechter: Allard Lindhout | Kevin Jansen 33' |           | 55' Nick van der Velden | Martin Hansen, Dion Malone 55', Vito Wormgoor, Aaron Meijers, Tom Beugelsdijk 23', Timothy Derijck, Kevin Jansen, Danny Bakker, Giovanni Korte, Ruben Schaken, Édouard Duplan | Kostas Lamprou, Jordens Peters 9', Dries Wuytens, Frank van der Struijk, Guus Joppen 79', Funso Ojo, Erik Falkenburg, Lucas Andersen, Stijn Wuytens 60', Richairo Živković, Nick van der Velden 80' |  |
| Stadion: Kyocera Stadion Toeschouwers: 11.703 Scheidsrechter: Allard Lindhout |                  |           |                         | Martin Hansen, Dion Malone 55', Vito Wormgoor, Aaron Meijers, Tom Beugelsdijk 23', Timothy Derijck, Kevin Jansen, Danny Bakker, Giovanni Korte, Ruben Schaken, Édouard Duplan | Kostas Lamprou, Jordens Peters 9', Dries Wuytens, Frank van der Struijk, Guus Joppen 79', Funso Ojo, Erik Falkenburg, Lucas Andersen, Stijn Wuytens 60', Richairo Živković, Nick van der Velden 80' |  |
| Stadion: Kyocera Stadion Toeschouwers: 11.703 Scheidsrechter: Allard Lindhout |                  |           |                         | Martin Hansen, Dion Malone 55', Vito Wormgoor, Aaron Meijers, Tom Beugelsdijk 23', Timothy Derijck, Kevin Jansen, Danny Bakker, Giovanni Korte, Ruben Schaken, Édouard Duplan | Kostas Lamprou, Jordens Peters 9', Dries Wuytens, Frank van der Struijk, Guus Joppen 79', Funso Ojo, Erik Falkenburg, Lucas Andersen, Stijn Wuytens 60', Richairo Živković, Nick van der Velden 80' |  |
|                                                                               |                  |           |                         | | |  |

| 20 december 2015 14:30                                                               | Willem II                                                   | 3-2 (2-1) | Roda JC                            | Opstelling Willem II | Opstelling Roda JC |  |
| Stadion: Koning Willem II-stadion Toeschouwers: 13.000 Scheidsrechter: Siemen Mulder | Dries Wuytens 23' Dries Wuytens 35' Nick van der Velden 48' |           | 7' Tomi Jurić 69' Rostyn Griffiths | Kostas Lamprou, Freek Heerkens, Dries Wuytens, Frank van der Struijk, Guus Joppen 30', Funso Ojo 62', Erik Falkenburg, Lucas Andersen, Stijn Wuytens, Lesly de Sa, Nick van der Velden | Benjamin van Leer, Gibril Sankoh, Ard van Peppen 90', Arjan Swinkels, Martijn Monteyne, Rostyn Griffiths 12', Nathan Rutjes, Tom van Hyfte, Hicham Faik, Tomi Jurić, Edwin Gyasi |  |
| Stadion: Koning Willem II-stadion Toeschouwers: 13.000 Scheidsrechter: Siemen Mulder |                                                             |           |                                    | Kostas Lamprou, Freek Heerkens, Dries Wuytens, Frank van der Struijk, Guus Joppen 30', Funso Ojo 62', Erik Falkenburg, Lucas Andersen, Stijn Wuytens, Lesly de Sa, Nick van der Velden | Benjamin van Leer, Gibril Sankoh, Ard van Peppen 90', Arjan Swinkels, Martijn Monteyne, Rostyn Griffiths 12', Nathan Rutjes, Tom van Hyfte, Hicham Faik, Tomi Jurić, Edwin Gyasi |  |
| Stadion: Koning Willem II-stadion Toeschouwers: 13.000 Scheidsrechter: Siemen Mulder |                                                             |           |                                    | Kostas Lamprou, Freek Heerkens, Dries Wuytens, Frank van der Struijk, Guus Joppen 30', Funso Ojo 62', Erik Falkenburg, Lucas Andersen, Stijn Wuytens, Lesly de Sa, Nick van der Velden | Benjamin van Leer, Gibril Sankoh, Ard van Peppen 90', Arjan Swinkels, Martijn Monteyne, Rostyn Griffiths 12', Nathan Rutjes, Tom van Hyfte, Hicham Faik, Tomi Jurić, Edwin Gyasi |  |
|                                                                                      |                                                             |           |                                    | | |  |

#### Januari
| 17 januari 2016 16:45                                                    | NEC                        | 1-0 (1-0) | Willem II | Opstelling NEC | Opstelling Willem II |  |
| Stadion: De Goffert Toeschouwers: 11.682 Scheidsrechter: Jochem Kamphuis | Christian Santos 20' (pen) |           |           | Brad Jones, Marcel Appiah, Wojciech Golla 79', Lucas Woudenberg 89', Todd Kane, Gregor Breinburg, Janio Bikel, Navarone Foor, Joey Sleegers 71', Anthony Limbombe, Christian Santos | Kostas Lamprou, Freek Heerkens 38', Jordens Peters, Dries Wuytens, Frank van der Struijk 85', Funso Ojo, Erik Falkenburg, Lucas Andersen, Stijn Wuytens, Richairo Živković, Nick van der Velden |  |
| Stadion: De Goffert Toeschouwers: 11.682 Scheidsrechter: Jochem Kamphuis |                            |           |           | Brad Jones, Marcel Appiah, Wojciech Golla 79', Lucas Woudenberg 89', Todd Kane, Gregor Breinburg, Janio Bikel, Navarone Foor, Joey Sleegers 71', Anthony Limbombe, Christian Santos | Kostas Lamprou, Freek Heerkens 38', Jordens Peters, Dries Wuytens, Frank van der Struijk 85', Funso Ojo, Erik Falkenburg, Lucas Andersen, Stijn Wuytens, Richairo Živković, Nick van der Velden |  |
| Stadion: De Goffert Toeschouwers: 11.682 Scheidsrechter: Jochem Kamphuis |                            |           |           | Brad Jones, Marcel Appiah, Wojciech Golla 79', Lucas Woudenberg 89', Todd Kane, Gregor Breinburg, Janio Bikel, Navarone Foor, Joey Sleegers 71', Anthony Limbombe, Christian Santos | Kostas Lamprou, Freek Heerkens 38', Jordens Peters, Dries Wuytens, Frank van der Struijk 85', Funso Ojo, Erik Falkenburg, Lucas Andersen, Stijn Wuytens, Richairo Živković, Nick van der Velden |  |
|                                                                          |                            |           |           | | |  |

| 12 januari 2016 20:45                                                            | sc Heerenveen                                       | 3-1 (0-1) | Willem II                     | Opstelling sc Heerenveen | Opstelling Willem II |  |
| Stadion: Abe Lenstra Stadion Toeschouwers: 22.150 Scheidsrechter: Danny Makkelie | 71' Arber Zeneli 75' Kenneth Otigba 85' Sam Larsson |           | Nick van der Velden 20' (pen) | Erwin Mulder, Pelé van Anholt, Joost van Aken, Lucas Bijker 7', Stefano Marzo 19', Caner Çavlan, Branco van den Boomen, Mitchell te Vrede, Sam Larsson 62', Arber Zeneli, Henk Veerman | Kostas Lamprou, Freek Heerkens, Jordens Peters, Dico Koppers, Dries Wuytens, Funso Ojo, Robbie Haemhouts, Erik Falkenburg, Lucas Andersen, Guus Hupperts, Nick van der Velden |  |
| Stadion: Abe Lenstra Stadion Toeschouwers: 22.150 Scheidsrechter: Danny Makkelie |                                                     |           |                               | Erwin Mulder, Pelé van Anholt, Joost van Aken, Lucas Bijker 7', Stefano Marzo 19', Caner Çavlan, Branco van den Boomen, Mitchell te Vrede, Sam Larsson 62', Arber Zeneli, Henk Veerman | Kostas Lamprou, Freek Heerkens, Jordens Peters, Dico Koppers, Dries Wuytens, Funso Ojo, Robbie Haemhouts, Erik Falkenburg, Lucas Andersen, Guus Hupperts, Nick van der Velden |  |
| Stadion: Abe Lenstra Stadion Toeschouwers: 22.150 Scheidsrechter: Danny Makkelie |                                                     |           |                               | Erwin Mulder, Pelé van Anholt, Joost van Aken, Lucas Bijker 7', Stefano Marzo 19', Caner Çavlan, Branco van den Boomen, Mitchell te Vrede, Sam Larsson 62', Arber Zeneli, Henk Veerman | Kostas Lamprou, Freek Heerkens, Jordens Peters, Dico Koppers, Dries Wuytens, Funso Ojo, Robbie Haemhouts, Erik Falkenburg, Lucas Andersen, Guus Hupperts, Nick van der Velden |  |
|                                                                                  |                                                     |           |                               | | |  |

| 26 januari 2016 18:30                                                                  | Willem II         | 1-1 (1-0) | FC Groningen        | Opstelling Willem II | Opstelling FC Groningen |  |
| Stadion: Koning Willem II-stadion Toeschouwers: 12.000 Scheidsrechter: Allard Lindhout | Dries Wuytens 44' |           | 90' Hedwiges Maduro | Kostas Lamprou, Jordens Peters 58', Dico Koppers, Dries Wuytens, Frank van der Struijk, Funso Ojo, Robbie Haemhouts, Erik Falkenburg, Lucas Andersen, Guus Hupperts, Nick van der Velden | Sergio Padt, Johan Kappelhof, Lorenzo Burnet, Etiënne Reijnen, Rasmus Lindgren, Hans Hateboer, Jesper Drost, Simon Tibbling, Michael de Leeuw, Bryan Linssen, Alexander Sørloth |  |
| Stadion: Koning Willem II-stadion Toeschouwers: 12.000 Scheidsrechter: Allard Lindhout |                   |           |                     | Kostas Lamprou, Jordens Peters 58', Dico Koppers, Dries Wuytens, Frank van der Struijk, Funso Ojo, Robbie Haemhouts, Erik Falkenburg, Lucas Andersen, Guus Hupperts, Nick van der Velden | Sergio Padt, Johan Kappelhof, Lorenzo Burnet, Etiënne Reijnen, Rasmus Lindgren, Hans Hateboer, Jesper Drost, Simon Tibbling, Michael de Leeuw, Bryan Linssen, Alexander Sørloth |  |
| Stadion: Koning Willem II-stadion Toeschouwers: 12.000 Scheidsrechter: Allard Lindhout |                   |           |                     | Kostas Lamprou, Jordens Peters 58', Dico Koppers, Dries Wuytens, Frank van der Struijk, Funso Ojo, Robbie Haemhouts, Erik Falkenburg, Lucas Andersen, Guus Hupperts, Nick van der Velden | Sergio Padt, Johan Kappelhof, Lorenzo Burnet, Etiënne Reijnen, Rasmus Lindgren, Hans Hateboer, Jesper Drost, Simon Tibbling, Michael de Leeuw, Bryan Linssen, Alexander Sørloth |  |
|                                                                                        |                   |           |                     | | |  |

| 29 januari 2016 20:00                                                             | Willem II | 0-0 | Heracles Almelo | Opstelling Willem II | Opstelling Heracles Almelo |  |
| Stadion: Koning Willem II-stadion Toeschouwers: 13.100 Scheidsrechter: Ed Janssen |           |     |                 | Kostas Lamprou, Jordens Peters, Dries Wuytens, Frank van der Struijk 30', Rochdi Achenteh, Funso Ojo 56', Robbie Haemhouts, Erik Falkenburg, Lucas Andersen, Guus Hupperts, Bartholomew Ogbeche | Bram Castro, Mike te Wierik, Wout Droste, Ramon Zomer, Mark-Jan Fledderus 86', Iliass Bel Hassani, Thomas Bruns, Joey Pelupessy, Brahim Darri 62', Jaroslav Navratil, Wout Weghorst |  |
| Stadion: Koning Willem II-stadion Toeschouwers: 13.100 Scheidsrechter: Ed Janssen |           |     |                 | Kostas Lamprou, Jordens Peters, Dries Wuytens, Frank van der Struijk 30', Rochdi Achenteh, Funso Ojo 56', Robbie Haemhouts, Erik Falkenburg, Lucas Andersen, Guus Hupperts, Bartholomew Ogbeche | Bram Castro, Mike te Wierik, Wout Droste, Ramon Zomer, Mark-Jan Fledderus 86', Iliass Bel Hassani, Thomas Bruns, Joey Pelupessy, Brahim Darri 62', Jaroslav Navratil, Wout Weghorst |  |
| Stadion: Koning Willem II-stadion Toeschouwers: 13.100 Scheidsrechter: Ed Janssen |           |     |                 | Kostas Lamprou, Jordens Peters, Dries Wuytens, Frank van der Struijk 30', Rochdi Achenteh, Funso Ojo 56', Robbie Haemhouts, Erik Falkenburg, Lucas Andersen, Guus Hupperts, Bartholomew Ogbeche | Bram Castro, Mike te Wierik, Wout Droste, Ramon Zomer, Mark-Jan Fledderus 86', Iliass Bel Hassani, Thomas Bruns, Joey Pelupessy, Brahim Darri 62', Jaroslav Navratil, Wout Weghorst |  |
|                                                                                   |           |     |                 | | |  |

#### Februari
| 5 februari 2016 20:00 uur                                                  | SBV Excelsior | 0-0 | Willem II | Opstelling SBV Excelsior | Opstelling Willem II |  |
| Stadion: Woudestein Toeschouwers: 3.500 Scheidsrechter: Edwin van de Graaf |               |     |           | Filip Kurto, Khalid Karami, Sander Fischer, Henrico Drost, Daan Bovenberg, Rick Kruys, Adil Auassar, Jeff Stans, Luigi Bruins 45', Tom van Weert, Brandley Kuwas | Kostas Lamprou, Freek Heerkens, Dico Koppers, Rochdi Achenteh, Funso Ojo, Robbie Haemhouts 50', Erik Falkenburg, Lucas Andersen, Guus Hupperts, Bartholomew Ogbeche, Nick van der Velden |  |
| Stadion: Woudestein Toeschouwers: 3.500 Scheidsrechter: Edwin van de Graaf |               |     |           | Filip Kurto, Khalid Karami, Sander Fischer, Henrico Drost, Daan Bovenberg, Rick Kruys, Adil Auassar, Jeff Stans, Luigi Bruins 45', Tom van Weert, Brandley Kuwas | Kostas Lamprou, Freek Heerkens, Dico Koppers, Rochdi Achenteh, Funso Ojo, Robbie Haemhouts 50', Erik Falkenburg, Lucas Andersen, Guus Hupperts, Bartholomew Ogbeche, Nick van der Velden |  |
| Stadion: Woudestein Toeschouwers: 3.500 Scheidsrechter: Edwin van de Graaf |               |     |           | Filip Kurto, Khalid Karami, Sander Fischer, Henrico Drost, Daan Bovenberg, Rick Kruys, Adil Auassar, Jeff Stans, Luigi Bruins 45', Tom van Weert, Brandley Kuwas | Kostas Lamprou, Freek Heerkens, Dico Koppers, Rochdi Achenteh, Funso Ojo, Robbie Haemhouts 50', Erik Falkenburg, Lucas Andersen, Guus Hupperts, Bartholomew Ogbeche, Nick van der Velden |  |
|                                                                            |               |     |           | | |  |

| 13 februari 2016 19:45 uur                                                            | Willem II | 0-0 (0-0) | De Graafschap | Opstelling Willem II | Opstelling De Graafschap |  |
| Stadion: Koning Willem II-stadion Toeschouwers: 12.000 Scheidsrechter: Pol van Boekel |           |           |               | Kostas Lamprou, Jordens Peters, Dries Wuytens, Frank van der Struijk, Rochdi Achenteh, Funso Ojo, Robbie Haemhouts, Erik Falkenburg, Lucas Andersen, Guus Hupperts, Bartholomew Ogbeche | Hidde Jurjus, Robin Pröpper, Ted van de Pavert, Bart Straalman, Nathaniel Will, Tolgahan Çiçek 63', Lion Kaak 31', Bryan Smeets, Andrew Driver, Vincent Vermeij, Cas Peters |  |
| Stadion: Koning Willem II-stadion Toeschouwers: 12.000 Scheidsrechter: Pol van Boekel |           |           |               | Kostas Lamprou, Jordens Peters, Dries Wuytens, Frank van der Struijk, Rochdi Achenteh, Funso Ojo, Robbie Haemhouts, Erik Falkenburg, Lucas Andersen, Guus Hupperts, Bartholomew Ogbeche | Hidde Jurjus, Robin Pröpper, Ted van de Pavert, Bart Straalman, Nathaniel Will, Tolgahan Çiçek 63', Lion Kaak 31', Bryan Smeets, Andrew Driver, Vincent Vermeij, Cas Peters |  |
| Stadion: Koning Willem II-stadion Toeschouwers: 12.000 Scheidsrechter: Pol van Boekel |           |           |               | Kostas Lamprou, Jordens Peters, Dries Wuytens, Frank van der Struijk, Rochdi Achenteh, Funso Ojo, Robbie Haemhouts, Erik Falkenburg, Lucas Andersen, Guus Hupperts, Bartholomew Ogbeche | Hidde Jurjus, Robin Pröpper, Ted van de Pavert, Bart Straalman, Nathaniel Will, Tolgahan Çiçek 63', Lion Kaak 31', Bryan Smeets, Andrew Driver, Vincent Vermeij, Cas Peters |  |
|                                                                                       |           |           |               | | |  |

| 21 februari 2016 14:30 uur                                                          | FC Utrecht                        | 2-1 (1-0) | Willem II                      | Opstelling FC Utrecht | Opstelling Willem II |  |
| Stadion: De Galgenwaard Toeschouwers: 17.398 Scheidsrechter: Martin van den Kerkhof | Ruud Boymans 32' Ruud Boymans 85' |           | 77' (pen.) Bartholomew Ogbeche | Robbin Ruiter 76', Mark van der Maarel, Ramon Leeuwin, Timo Letschert, Ruben Ligeon, Rico Strieder 34', Andreas Ludwig 82', Bart Ramselaar, Ruud Boymans, Nacer Barazite, Sébastien Haller | Kostas Lamprou, Jordens Peters, Dries Wuytens, Frank van der Struijk, Rochdi Achenteh, Funso Ojo, Erik Falkenburg, Lucas Andersen, Guus Hupperts, Bartholomew Ogbeche, Nick van der Velden |  |
| Stadion: De Galgenwaard Toeschouwers: 17.398 Scheidsrechter: Martin van den Kerkhof |                                   |           |                                | Robbin Ruiter 76', Mark van der Maarel, Ramon Leeuwin, Timo Letschert, Ruben Ligeon, Rico Strieder 34', Andreas Ludwig 82', Bart Ramselaar, Ruud Boymans, Nacer Barazite, Sébastien Haller | Kostas Lamprou, Jordens Peters, Dries Wuytens, Frank van der Struijk, Rochdi Achenteh, Funso Ojo, Erik Falkenburg, Lucas Andersen, Guus Hupperts, Bartholomew Ogbeche, Nick van der Velden |  |
| Stadion: De Galgenwaard Toeschouwers: 17.398 Scheidsrechter: Martin van den Kerkhof |                                   |           |                                | Robbin Ruiter 76', Mark van der Maarel, Ramon Leeuwin, Timo Letschert, Ruben Ligeon, Rico Strieder 34', Andreas Ludwig 82', Bart Ramselaar, Ruud Boymans, Nacer Barazite, Sébastien Haller | Kostas Lamprou, Jordens Peters, Dries Wuytens, Frank van der Struijk, Rochdi Achenteh, Funso Ojo, Erik Falkenburg, Lucas Andersen, Guus Hupperts, Bartholomew Ogbeche, Nick van der Velden |  |
|                                                                                     |                                   |           |                                | | |  |

| 27 februari 2016 20:45 uur                                               | Vitesse | 0-1 (0-0) | Willem II         | Opstelling Vitesse | Opstelling Willem II |  |
| Stadion: GelreDome Toeschouwers: 15.987 Scheidsrechter: Richard Liesveld |         |           | 62' Terell Ondaan | Eloy Room, Maikel van der Werff, Kelvin Leerdam 88', Arnold Kruiswijk, Goeram Kasjia, Valeri Qazaishvili, Marvelous Nakamba, Sheran Yeini, Lewis Baker, Denys Oliynyk, Milot Rashica 50' | Kostas Lamprou, Jordens Peters, Dico Koppers, Dries Wuytens, Frank van der Struijk, Rochdi Achenteh 52', Funso Ojo, Erik Falkenburg, Lucas Andersen, Terell Ondaan, Guus Hupperts |  |
| Stadion: GelreDome Toeschouwers: 15.987 Scheidsrechter: Richard Liesveld |         |           |                   | Eloy Room, Maikel van der Werff, Kelvin Leerdam 88', Arnold Kruiswijk, Goeram Kasjia, Valeri Qazaishvili, Marvelous Nakamba, Sheran Yeini, Lewis Baker, Denys Oliynyk, Milot Rashica 50' | Kostas Lamprou, Jordens Peters, Dico Koppers, Dries Wuytens, Frank van der Struijk, Rochdi Achenteh 52', Funso Ojo, Erik Falkenburg, Lucas Andersen, Terell Ondaan, Guus Hupperts |  |
| Stadion: GelreDome Toeschouwers: 15.987 Scheidsrechter: Richard Liesveld |         |           |                   | Eloy Room, Maikel van der Werff, Kelvin Leerdam 88', Arnold Kruiswijk, Goeram Kasjia, Valeri Qazaishvili, Marvelous Nakamba, Sheran Yeini, Lewis Baker, Denys Oliynyk, Milot Rashica 50' | Kostas Lamprou, Jordens Peters, Dico Koppers, Dries Wuytens, Frank van der Struijk, Rochdi Achenteh 52', Funso Ojo, Erik Falkenburg, Lucas Andersen, Terell Ondaan, Guus Hupperts |  |
|                                                                          |         |           |                   | | |  |

#### Maart
| 6 maart 2016                                                                          | Willem II | 0-4 (0-1) | AFC Ajax                                                                    | Opstelling Willem II | Opstelling AFC Ajax |  |
| Stadion: Koning Willem II-stadion Toeschouwers: 14.500 Scheidsrechter: Danny Makkelie |           |           | 43' Arkadiusz Milik 52' Riechedly Bazoer 60' Lasse Schöne 65' Davy Klaassen | Kostas Lamprou, Freek Heerkens, Dico Koppers, Dries Wuytens, Frank van der Struijk, Rochdi Achenteh 50', Funso Ojo, Erik Falkenburg, Lucas Andersen, Terell Ondaan, Nick van der Velden | Jasper Cillessen, Joël Veltman 42', Mike van der Hoorn, Nick Viergever, Mitchell Dijks 55', Riechedly Bazoer, Davy Klaassen, Nemanja Gudelj, Arkadiusz Milik, Amin Younes, Lasse Schöne |  |
| Stadion: Koning Willem II-stadion Toeschouwers: 14.500 Scheidsrechter: Danny Makkelie |           |           |                                                                             | Kostas Lamprou, Freek Heerkens, Dico Koppers, Dries Wuytens, Frank van der Struijk, Rochdi Achenteh 50', Funso Ojo, Erik Falkenburg, Lucas Andersen, Terell Ondaan, Nick van der Velden | Jasper Cillessen, Joël Veltman 42', Mike van der Hoorn, Nick Viergever, Mitchell Dijks 55', Riechedly Bazoer, Davy Klaassen, Nemanja Gudelj, Arkadiusz Milik, Amin Younes, Lasse Schöne |  |
| Stadion: Koning Willem II-stadion Toeschouwers: 14.500 Scheidsrechter: Danny Makkelie |           |           |                                                                             | Kostas Lamprou, Freek Heerkens, Dico Koppers, Dries Wuytens, Frank van der Struijk, Rochdi Achenteh 50', Funso Ojo, Erik Falkenburg, Lucas Andersen, Terell Ondaan, Nick van der Velden | Jasper Cillessen, Joël Veltman 42', Mike van der Hoorn, Nick Viergever, Mitchell Dijks 55', Riechedly Bazoer, Davy Klaassen, Nemanja Gudelj, Arkadiusz Milik, Amin Younes, Lasse Schöne |  |
|                                                                                       |           |           |                                                                             | | |  |

| 12 maart 2016 19:45 uur                                                                   | Willem II | 0-2 (0-0) | AZ Alkmaar                              | Opstelling Willem II | Opstelling AZ Alkmaar |  |
| Stadion: Koning Willem II-stadion Toeschouwers: 12.000 Scheidsrechter: Edwin van de Graaf |           |           | 70' Vincent Janssen 76' Vincent Janssen | Kostas Lamprou, Jordens Peters, Dico Koppers, Dries Wuytens, Frank van der Struijk, Funso Ojo 69', Erik Falkenburg, Lucas Andersen, Rochdi Achenteh, Terell Ondaan, Nick van der Velden 72' | Sergio Rochet, Ron Vlaar, Derrick Luckassen, Ridgeciano Haps 78', Stijn Wuytens, Joris van Overeem, Ben Rienstra, Thom Haye, Alireza Jahanbakhsh 80', Vincent Janssen, Levi García |  |
| Stadion: Koning Willem II-stadion Toeschouwers: 12.000 Scheidsrechter: Edwin van de Graaf |           |           |                                         | Kostas Lamprou, Jordens Peters, Dico Koppers, Dries Wuytens, Frank van der Struijk, Funso Ojo 69', Erik Falkenburg, Lucas Andersen, Rochdi Achenteh, Terell Ondaan, Nick van der Velden 72' | Sergio Rochet, Ron Vlaar, Derrick Luckassen, Ridgeciano Haps 78', Stijn Wuytens, Joris van Overeem, Ben Rienstra, Thom Haye, Alireza Jahanbakhsh 80', Vincent Janssen, Levi García |  |
| Stadion: Koning Willem II-stadion Toeschouwers: 12.000 Scheidsrechter: Edwin van de Graaf |           |           |                                         | Kostas Lamprou, Jordens Peters, Dico Koppers, Dries Wuytens, Frank van der Struijk, Funso Ojo 69', Erik Falkenburg, Lucas Andersen, Rochdi Achenteh, Terell Ondaan, Nick van der Velden 72' | Sergio Rochet, Ron Vlaar, Derrick Luckassen, Ridgeciano Haps 78', Stijn Wuytens, Joris van Overeem, Ben Rienstra, Thom Haye, Alireza Jahanbakhsh 80', Vincent Janssen, Levi García |  |
|                                                                                           |           |           |                                         | | |  |

| 19 maart 2016                                                                    | PEC Zwolle                                                              | 4-1 (2-1) | Willem II           | Opstelling PEC Zwolle | Opstelling Willem II |  |
| Stadion: IJsseldeltastadion Toeschouwers: 12.185 Scheidsrechter: Jochem Kamphuis | Dirk Marcellis 18' Queensy Menig 23' Lars Veldwijk 59' Stef Nijland 90' |           | 37' Erik Falkenburg | Mickey van der Hart, Bram van Polen, Dirk Marcellis, Bart van Hintum, Ouasim Bouy, Thomas Lam, Wout Brama, Wouter Marinus, Kingsley Ehizibue, Lars Veldwijk, Queensy Menig | Kostas Lamprou, Jordens Peters, Dico Koppers, Dries Wuytens, Frank van der Struijk, Funso Ojo, Erik Falkenburg, Robert Braber 45', Rochdi Achenteh 40', Andy Kawaya, Terell Ondaan |  |
| Stadion: IJsseldeltastadion Toeschouwers: 12.185 Scheidsrechter: Jochem Kamphuis |                                                                         |           |                     | Mickey van der Hart, Bram van Polen, Dirk Marcellis, Bart van Hintum, Ouasim Bouy, Thomas Lam, Wout Brama, Wouter Marinus, Kingsley Ehizibue, Lars Veldwijk, Queensy Menig | Kostas Lamprou, Jordens Peters, Dico Koppers, Dries Wuytens, Frank van der Struijk, Funso Ojo, Erik Falkenburg, Robert Braber 45', Rochdi Achenteh 40', Andy Kawaya, Terell Ondaan |  |
| Stadion: IJsseldeltastadion Toeschouwers: 12.185 Scheidsrechter: Jochem Kamphuis |                                                                         |           |                     | Mickey van der Hart, Bram van Polen, Dirk Marcellis, Bart van Hintum, Ouasim Bouy, Thomas Lam, Wout Brama, Wouter Marinus, Kingsley Ehizibue, Lars Veldwijk, Queensy Menig | Kostas Lamprou, Jordens Peters, Dico Koppers, Dries Wuytens, Frank van der Struijk, Funso Ojo, Erik Falkenburg, Robert Braber 45', Rochdi Achenteh 40', Andy Kawaya, Terell Ondaan |  |
|                                                                                  |                                                                         |           |                     | | |  |

#### April
| 2 april 2016 20:45 uur                                                               | Willem II                             | 2-3 (2-0) | FC Twente                                         | Opstelling Willem II | Opstelling FC Twente |  |
| Stadion: Koning Willem II-stadion Toeschouwers: 13.110 Scheidsrechter: Dennis Higler | Erik Falkenburg 1' Lucas Andersen 42' |           | 57' Hakim Ziyech 73' Chinedu Ede 79' Hakim Ziyech | Kostas Lamprou, Jordens Peters 81', Dries Wuytens, Frank van der Struijk 90', Guus Joppen, Funso Ojo, Erik Falkenburg, Lucas Andersen, Rochdi Achenteh, Bruno Andrade, Nick van der Velden | Nick Marsman, Bruno Uvini, Robbert Schilder, Joachim Andersen 54', Jeroen van der Lely, Felipe Gutiérrez, Hakim Ziyech, Kamohelo Mokotjo, Chinedu Ede, Oskar Zawada, Jerson Cabral |  |
| Stadion: Koning Willem II-stadion Toeschouwers: 13.110 Scheidsrechter: Dennis Higler |                                       |           |                                                   | Kostas Lamprou, Jordens Peters 81', Dries Wuytens, Frank van der Struijk 90', Guus Joppen, Funso Ojo, Erik Falkenburg, Lucas Andersen, Rochdi Achenteh, Bruno Andrade, Nick van der Velden | Nick Marsman, Bruno Uvini, Robbert Schilder, Joachim Andersen 54', Jeroen van der Lely, Felipe Gutiérrez, Hakim Ziyech, Kamohelo Mokotjo, Chinedu Ede, Oskar Zawada, Jerson Cabral |  |
| Stadion: Koning Willem II-stadion Toeschouwers: 13.110 Scheidsrechter: Dennis Higler |                                       |           |                                                   | Kostas Lamprou, Jordens Peters 81', Dries Wuytens, Frank van der Struijk 90', Guus Joppen, Funso Ojo, Erik Falkenburg, Lucas Andersen, Rochdi Achenteh, Bruno Andrade, Nick van der Velden | Nick Marsman, Bruno Uvini, Robbert Schilder, Joachim Andersen 54', Jeroen van der Lely, Felipe Gutiérrez, Hakim Ziyech, Kamohelo Mokotjo, Chinedu Ede, Oskar Zawada, Jerson Cabral |  |
|                                                                                      |                                       |           |                                                   | | |  |

| 9 april 2016 20:45 uur                                                    | PSV                                          | 2-0 (0-0) | Willem II | Opstelling PSV | Opstelling Willem II |  |
| Stadion: Philips Stadion Toeschouwers: 34.500 Scheidsrechter: Bas Nijhuis | Marco van Ginkel 68' Luuk de Jong 97' (pen.) |           |           | Jeroen Zoet 71', Nicolas Isimat-Mirin, Héctor Moreno 35', Santiago Arias 57', Jetro Willems, Davy Pröpper, Marco van Ginkel, Jorrit Hendrix, Gastón Pereiro, Luuk de Jong, Luciano Narsingh | Kostas Lamprou 39', Jordens Peters, Dries Wuytens, Frank van der Struijk 77', Guus Joppen, Funso Ojo 90', Erik Falkenburg, Lucas Andersen 64', Rochdi Achenteh, Terell Ondaan, Nick van der Velden |  |
| Stadion: Philips Stadion Toeschouwers: 34.500 Scheidsrechter: Bas Nijhuis |                                              |           |           | Jeroen Zoet 71', Nicolas Isimat-Mirin, Héctor Moreno 35', Santiago Arias 57', Jetro Willems, Davy Pröpper, Marco van Ginkel, Jorrit Hendrix, Gastón Pereiro, Luuk de Jong, Luciano Narsingh | Kostas Lamprou 39', Jordens Peters, Dries Wuytens, Frank van der Struijk 77', Guus Joppen, Funso Ojo 90', Erik Falkenburg, Lucas Andersen 64', Rochdi Achenteh, Terell Ondaan, Nick van der Velden |  |
| Stadion: Philips Stadion Toeschouwers: 34.500 Scheidsrechter: Bas Nijhuis |                                              |           |           | Jeroen Zoet 71', Nicolas Isimat-Mirin, Héctor Moreno 35', Santiago Arias 57', Jetro Willems, Davy Pröpper, Marco van Ginkel, Jorrit Hendrix, Gastón Pereiro, Luuk de Jong, Luciano Narsingh | Kostas Lamprou 39', Jordens Peters, Dries Wuytens, Frank van der Struijk 77', Guus Joppen, Funso Ojo 90', Erik Falkenburg, Lucas Andersen 64', Rochdi Achenteh, Terell Ondaan, Nick van der Velden |  |
|                                                                           |                                              |           |           | | |  |

| 17 april 2016 14:30 uur                                                           | Willem II | 0-2 (0-1) | ADO Den Haag                                       | Opstelling Willem II | Opstelling ADO Den Haag |  |
| Stadion: Koning Willem II-stadion Toeschouwers: 13.100 Scheidsrechter: Ed Janssen |           |           | 20' Mike Havenaar 59' (e.d.) Frank van der Struijk | Kostas Lamprou, Jordens Peters 50', Dries Wuytens, Frank van der Struijk, Guus Joppen, Funso Ojo, Erik Falkenburg, Lucas Andersen, Rochdi Achenteh, Terell Ondaan, Nick van der Velden | Robert Zwinkels, Wilfried Kanon, Aaron Meijers 67', Tom Beugelsdijk, Tyronne Ebuehi, Timothy Derijck, Thomas Kristensen, Danny Bakker 51', Mike Havenaar, Ruben Schaken, Édouard Duplan |  |
| Stadion: Koning Willem II-stadion Toeschouwers: 13.100 Scheidsrechter: Ed Janssen |           |           |                                                    | Kostas Lamprou, Jordens Peters 50', Dries Wuytens, Frank van der Struijk, Guus Joppen, Funso Ojo, Erik Falkenburg, Lucas Andersen, Rochdi Achenteh, Terell Ondaan, Nick van der Velden | Robert Zwinkels, Wilfried Kanon, Aaron Meijers 67', Tom Beugelsdijk, Tyronne Ebuehi, Timothy Derijck, Thomas Kristensen, Danny Bakker 51', Mike Havenaar, Ruben Schaken, Édouard Duplan |  |
| Stadion: Koning Willem II-stadion Toeschouwers: 13.100 Scheidsrechter: Ed Janssen |           |           |                                                    | Kostas Lamprou, Jordens Peters 50', Dries Wuytens, Frank van der Struijk, Guus Joppen, Funso Ojo, Erik Falkenburg, Lucas Andersen, Rochdi Achenteh, Terell Ondaan, Nick van der Velden | Robert Zwinkels, Wilfried Kanon, Aaron Meijers 67', Tom Beugelsdijk, Tyronne Ebuehi, Timothy Derijck, Thomas Kristensen, Danny Bakker 51', Mike Havenaar, Ruben Schaken, Édouard Duplan |  |
|                                                                                   |           |           |                                                    | | |  |

| 21 april 2016 18:30 uur                                                | SC Cambuur          | 1-1 (1-1) | Willem II          | Opstelling SC Cambuur | Opstelling Willem II |  |
| Stadion: Cambuurstadion Toeschouwers: 9.600 Scheidsrechter: Kevin Blom | Jamiro Monteiro 24' |           | 27' Jordens Peters | Leonard Nienhuis, Vytautas Andriuškevičius, Martijn van der Laan, Marvin Peersman, Darryl Lachman, Erik Bakker, Jack Byrne, Jamiro Monteiro, Martijn Barto, Jergé Hoefdraad, Kevin van Veen | Kostas Lamprou, Jordens Peters 13', Dries Wuytens, Frank van der Struijk, Guus Joppen, Funso Ojo, Robbie Haemhouts, Erik Falkenburg, Lucas Andersen, Terell Ondaan, Bruno Andrade |  |
| Stadion: Cambuurstadion Toeschouwers: 9.600 Scheidsrechter: Kevin Blom |                     |           |                    | Leonard Nienhuis, Vytautas Andriuškevičius, Martijn van der Laan, Marvin Peersman, Darryl Lachman, Erik Bakker, Jack Byrne, Jamiro Monteiro, Martijn Barto, Jergé Hoefdraad, Kevin van Veen | Kostas Lamprou, Jordens Peters 13', Dries Wuytens, Frank van der Struijk, Guus Joppen, Funso Ojo, Robbie Haemhouts, Erik Falkenburg, Lucas Andersen, Terell Ondaan, Bruno Andrade |  |
| Stadion: Cambuurstadion Toeschouwers: 9.600 Scheidsrechter: Kevin Blom |                     |           |                    | Leonard Nienhuis, Vytautas Andriuškevičius, Martijn van der Laan, Marvin Peersman, Darryl Lachman, Erik Bakker, Jack Byrne, Jamiro Monteiro, Martijn Barto, Jergé Hoefdraad, Kevin van Veen | Kostas Lamprou, Jordens Peters 13', Dries Wuytens, Frank van der Struijk, Guus Joppen, Funso Ojo, Robbie Haemhouts, Erik Falkenburg, Lucas Andersen, Terell Ondaan, Bruno Andrade |  |
|                                                                        |                     |           |                    | | |  |

#### Mei
| 1 mei 2016 14:30 uur                                                               | Willem II | 0-1 (0-0) | Feyenoord          | Opstelling Willem II | Opstelling Feyenoord |  |
| Stadion: Koning Willem II-stadion Toeschouwers: 13.670 Scheidsrechter: Pieter Vink |           |           | 57' Anass Achahbar | Kostas Lamprou, Freek Heerkens 64', Jordens Peters, Dries Wuytens, Guus Joppen, Funso Ojo 81', Robbie Haemhouts, Erik Falkenburg, Rochdi Achenteh, Bruno Andrade, Guus Hupperts | Kenneth Vermeer, Rick Karsdorp, Sven van Beek, Terence Kongolo, Eric Botteghin, Karim El Ahmadi, Tonny Vilhena, Jens Toornstra, Eljero Elia 54', Bilal Başacıkoğlu, Anass Achahbar |  |
| Stadion: Koning Willem II-stadion Toeschouwers: 13.670 Scheidsrechter: Pieter Vink |           |           |                    | Kostas Lamprou, Freek Heerkens 64', Jordens Peters, Dries Wuytens, Guus Joppen, Funso Ojo 81', Robbie Haemhouts, Erik Falkenburg, Rochdi Achenteh, Bruno Andrade, Guus Hupperts | Kenneth Vermeer, Rick Karsdorp, Sven van Beek, Terence Kongolo, Eric Botteghin, Karim El Ahmadi, Tonny Vilhena, Jens Toornstra, Eljero Elia 54', Bilal Başacıkoğlu, Anass Achahbar |  |
| Stadion: Koning Willem II-stadion Toeschouwers: 13.670 Scheidsrechter: Pieter Vink |           |           |                    | Kostas Lamprou, Freek Heerkens 64', Jordens Peters, Dries Wuytens, Guus Joppen, Funso Ojo 81', Robbie Haemhouts, Erik Falkenburg, Rochdi Achenteh, Bruno Andrade, Guus Hupperts | Kenneth Vermeer, Rick Karsdorp, Sven van Beek, Terence Kongolo, Eric Botteghin, Karim El Ahmadi, Tonny Vilhena, Jens Toornstra, Eljero Elia 54', Bilal Başacıkoğlu, Anass Achahbar |  |
|                                                                                    |           |           |                    | | |  |

| 8 mei 2016                                                                            | Roda JC                          | 2-3 (2-1) | Willem II                                                | Opstelling Roda JC | Opstelling Willem II |  |
| Stadion: Parkstad Limburg Stadion Toeschouwers: 16.805 Scheidsrechter: Danny Makkelie | Jordy Buijs 19' Uğur İnceman 39' |           | 34' Erik Falkenburg 47' Bruno Andrade 55' Lucas Andersen | Benjamin van Leer, Martin Milec 42', Jordy Buijs, Ard van Peppen, Tom Van Hyfte, Marcos Gullón 52', Georgiy Zhukov, Uğur İnceman 38', Tomi Jurić 62', Rydell Poepon, Mike van Duinen | Kostas Lamprou, Freek Heerkens, Jordens Peters, Dries Wuytens, Guus Joppen, Anouar Kali, Erik Falkenburg 38', Lucas Andersen, Rochdi Achenteh, Bruno Andrade, Guus Hupperts |  |
| Stadion: Parkstad Limburg Stadion Toeschouwers: 16.805 Scheidsrechter: Danny Makkelie |                                  |           |                                                          | Benjamin van Leer, Martin Milec 42', Jordy Buijs, Ard van Peppen, Tom Van Hyfte, Marcos Gullón 52', Georgiy Zhukov, Uğur İnceman 38', Tomi Jurić 62', Rydell Poepon, Mike van Duinen | Kostas Lamprou, Freek Heerkens, Jordens Peters, Dries Wuytens, Guus Joppen, Anouar Kali, Erik Falkenburg 38', Lucas Andersen, Rochdi Achenteh, Bruno Andrade, Guus Hupperts |  |
| Stadion: Parkstad Limburg Stadion Toeschouwers: 16.805 Scheidsrechter: Danny Makkelie |                                  |           |                                                          | Benjamin van Leer, Martin Milec 42', Jordy Buijs, Ard van Peppen, Tom Van Hyfte, Marcos Gullón 52', Georgiy Zhukov, Uğur İnceman 38', Tomi Jurić 62', Rydell Poepon, Mike van Duinen | Kostas Lamprou, Freek Heerkens, Jordens Peters, Dries Wuytens, Guus Joppen, Anouar Kali, Erik Falkenburg 38', Lucas Andersen, Rochdi Achenteh, Bruno Andrade, Guus Hupperts |  |
|                                                                                       |                                  |           |                                                          | | |  |

### KNVB Beker

#### Tweede ronde
| 22 september 2015, 20:00 uur                                              | DOVO | 0-3 (0-1) | Willem II                                                 | Opstelling DOVO                                                                                     | Opstelling Willem II |  |
| Stadion: Sportpark Panhuis, Veenendaal Scheidsrechter: Edwin van de Graaf |      |           | 26' Robbie Haemhouts 72' Robbie Haemhouts 83' Lesly de Sa | Prinssen, Westmaas, Patrick, Mooij, Mahdadi, Van Brakel, Toonen, Goorman, Bakkenes, Stuijk, Patrick | Kostas Lamprou, Jordens Peters, Dico Koppers, Dries Wuytens, Frank van der Struijk, Funso Ojo, Robbie Haemhouts, Lucas Andersen, Stijn Wuytens, Nick van der Velden, Adam Nemec |  |
| Stadion: Sportpark Panhuis, Veenendaal Scheidsrechter: Edwin van de Graaf |      |           |                                                           | Prinssen, Westmaas, Patrick, Mooij, Mahdadi, Van Brakel, Toonen, Goorman, Bakkenes, Stuijk, Patrick | Kostas Lamprou, Jordens Peters, Dico Koppers, Dries Wuytens, Frank van der Struijk, Funso Ojo, Robbie Haemhouts, Lucas Andersen, Stijn Wuytens, Nick van der Velden, Adam Nemec |  |
| Stadion: Sportpark Panhuis, Veenendaal Scheidsrechter: Edwin van de Graaf |      |           |                                                           | Prinssen, Westmaas, Patrick, Mooij, Mahdadi, Van Brakel, Toonen, Goorman, Bakkenes, Stuijk, Patrick | Kostas Lamprou, Jordens Peters, Dico Koppers, Dries Wuytens, Frank van der Struijk, Funso Ojo, Robbie Haemhouts, Lucas Andersen, Stijn Wuytens, Nick van der Velden, Adam Nemec |  |
|                                                                           |      |           |                                                           | | |  |

#### Derde ronde
| 27 oktober 2015, 20:45 uur                                                | Go Ahead Eagles | 0-2 (0-0) | Willem II                                   | Opstelling Go Ahead Eagles | Opstelling Willem II |  |
| Stadion: De Adelaarshorst Toeschouwers: 5.867 Scheidsrechter: Bas Nijhuis |                 |           | 66' Richairo Živković 72' Richairo Živković | Theo Zwarthoed, Bart Vriends, Xandro Schenk, Robin van der Meer, Jeffrey Rijsdijk, Jerry van Ewijk, Lars Lambooij, Tom Daemen, Chris David, Leon de Kogel, Elvio van Overbeek | Kostas Lamprou, Jordens Peters, Dico Koppers, Dries Wuytens, Frank van der Struijk, Funso Ojo, Erik Falkenburg 67', Lucas Andersen, Stijn Wuytens, Richairo Živković, Adam Nemec 86' |  |
| Stadion: De Adelaarshorst Toeschouwers: 5.867 Scheidsrechter: Bas Nijhuis |                 |           |                                             | Theo Zwarthoed, Bart Vriends, Xandro Schenk, Robin van der Meer, Jeffrey Rijsdijk, Jerry van Ewijk, Lars Lambooij, Tom Daemen, Chris David, Leon de Kogel, Elvio van Overbeek | Kostas Lamprou, Jordens Peters, Dico Koppers, Dries Wuytens, Frank van der Struijk, Funso Ojo, Erik Falkenburg 67', Lucas Andersen, Stijn Wuytens, Richairo Živković, Adam Nemec 86' |  |
| Stadion: De Adelaarshorst Toeschouwers: 5.867 Scheidsrechter: Bas Nijhuis |                 |           |                                             | Theo Zwarthoed, Bart Vriends, Xandro Schenk, Robin van der Meer, Jeffrey Rijsdijk, Jerry van Ewijk, Lars Lambooij, Tom Daemen, Chris David, Leon de Kogel, Elvio van Overbeek | Kostas Lamprou, Jordens Peters, Dico Koppers, Dries Wuytens, Frank van der Struijk, Funso Ojo, Erik Falkenburg 67', Lucas Andersen, Stijn Wuytens, Richairo Živković, Adam Nemec 86' |  |
|                                                                           |                 |           |                                             | | |  |

#### Achtste finale
| 17 december 2015, 20:00 uur                                      | Feyenoord                               | 2-1 (n.v.) (1-1, 0-1) | Willem ii          | Opstelling Feyenoord | Opstelling Willem ii |  |
| Stadion: De Kuip Toeschouwers: 47.500 Scheidsrechter: Ed Janssen | Tonny Vilhena 88' Dirk Kuyt 119' (pen.) |                       | 25' Lucas Andersen | Kenneth Vermeer, Rick Karsdorp, Sven van Beek, Terence Kongolo, Miquel Nelom 61', Marko Vejinović 71', Karim El Ahmadi, Tonny Vilhena, Dirk Kuyt, Eljero Elia, Michiel Kramer | Kostas Lamprou, Jordens Peters 39', Dries Wuytens 117', Frank van der Struijk, Guus Joppen, Erik Falkenburg, Robert Braber 105', Lucas Andersen, Stijn Wuytens, Lesly de Sa, Nick van der Velden |  |
| Stadion: De Kuip Toeschouwers: 47.500 Scheidsrechter: Ed Janssen |                                         |                       |                    | Kenneth Vermeer, Rick Karsdorp, Sven van Beek, Terence Kongolo, Miquel Nelom 61', Marko Vejinović 71', Karim El Ahmadi, Tonny Vilhena, Dirk Kuyt, Eljero Elia, Michiel Kramer | Kostas Lamprou, Jordens Peters 39', Dries Wuytens 117', Frank van der Struijk, Guus Joppen, Erik Falkenburg, Robert Braber 105', Lucas Andersen, Stijn Wuytens, Lesly de Sa, Nick van der Velden |  |
| Stadion: De Kuip Toeschouwers: 47.500 Scheidsrechter: Ed Janssen |                                         |                       |                    | Kenneth Vermeer, Rick Karsdorp, Sven van Beek, Terence Kongolo, Miquel Nelom 61', Marko Vejinović 71', Karim El Ahmadi, Tonny Vilhena, Dirk Kuyt, Eljero Elia, Michiel Kramer | Kostas Lamprou, Jordens Peters 39', Dries Wuytens 117', Frank van der Struijk, Guus Joppen, Erik Falkenburg, Robert Braber 105', Lucas Andersen, Stijn Wuytens, Lesly de Sa, Nick van der Velden |  |
|                                                                  |                                         |                       |                    | | |  |

## Statistieken Willem II in het seizoen 2015/16
Bijgewerkt tot en met de wedstrijd tegen FC Groningen op 17 oktober 2015. De bekerwedstrijden tegen DOVO en De Graafschap zijn ook nog niet bijgewerkt. 

### Clubtopscorers 2015/16
| #  | Naam                | Doelpunten | Doelpunten | Doelpunten | Assists    | Assists    | Assists |
| #  | Naam                | Eredivisie | KNVB Beker | Totaal     | Eredivisie | KNVB Beker | Totaal  |
| -- | ------------------- | ---------- | ---------- | ---------- | ---------- | ---------- | ------- |
| 1. | Erik Falkenburg     | 11         | 0          | 11         | 0          | 0          | 0       |
| 2. | Lucas Andersen      | 6          | 1          | 7          | 0          | 0          | 0       |
| 3. | Dries Wuytens       | 4          | 0          | 0          | 0          | 0          | 0       |
| 4. | Robbie Haemhouts    | 1          | 2          | 3          | 0          | 0          | 0       |
| 4. | Nick van der Velden | 3          | 0          | 3          | 0          | 0          | 0       |
| 5. | Richairo Živković   | 1          | 2          | 3          | 0          | 0          | 0       |
| 6. | Bruno Andrade       | 1          | 0          | 1          | 0          | 0          | 0       |
| 6. | Guus Joppen         | 1          | 0          | 1          | 0          | 0          | 0       |
| 6. | Terell Ondaan       | 1          | 0          | 1          | 0          | 0          | 0       |
| 6. | Jordens Peters      | 1          | 0          | 1          | 0          | 0          | 0       |
| 6. | Stijn Wuytens       | 1          | 0          | 1          | 0          | 0          | 0       |
| 6. | Guus Hupperts       | 1          | 0          | 1          | 0          | 0          | 0       |
| 6. | Bartholomew Ogbeche | 1          | 0          | 1          | 0          | 0          | 0       |
| 6. | Lesly de Sa         | 0          | 1          | 1          | 0          | 0          | 0       |

### Doelmannen 2015/16
| #  | Naam           | Eredivisie  | Eredivisie       | Eredivisie      | Eredivisie                 | KNVB Beker  | KNVB Beker       | KNVB Beker      | KNVB Beker                 |
| #  | Naam           | Wedstrijden | Doelpunten tegen | De nul gehouden | Strafschoppen niet in doel | Wedstrijden | Doelpunten tegen | De nul gehouden | Strafschoppen niet in doel |
| -- | -------------- | ----------- | ---------------- | --------------- | -------------------------- | ----------- | ---------------- | --------------- | -------------------------- |
| 1. | Kostas Lamprou | 34          | 53               | 9×              | 0/0                        | 0 (0)       | 0                | 0×              | 0/0                        |

(*) = Het aantal gespeelde minuten / 90 minuten

### Tussenstand Willem II in Nederlandse Eredivisie 2015/16
| Stand | Gespeeld | Gewonnen | Gelijk | Verloren | Punten | Doelpunten voor | Doelpunten tegen | Gele kaarten | 2× Geel > Rood | Rode kaarten |
| ----- | -------- | -------- | ------ | -------- | ------ | --------------- | ---------------- | ------------ | -------------- | ------------ |
| 16de  | 9        | 1        | 3      | 5        | 6      | 7               | 12               | 14           | 0              | 0            |

### Stand, punten en doelpunten per speelronde 2015/16
| Speelronde              | 1               | 2               | 3               | 4               | 5               | 6               | 7               | 8               | 9               | 10              | 11              | 12              | 13              | 14              | 15              | 16              | 17              | 18              | 19              | 20              | 21              | 22              | 23              | 24              | 25              | 26              | 27              | 28              | 29              | 30              | 31              | 32              | 33              | 34              |
| ----------------------- | --------------- | --------------- | --------------- | --------------- | --------------- | --------------- | --------------- | --------------- | --------------- | --------------- | --------------- | --------------- | --------------- | --------------- | --------------- | --------------- | --------------- | --------------- | --------------- | --------------- | --------------- | --------------- | --------------- | --------------- | --------------- | --------------- | --------------- | --------------- | --------------- | --------------- | --------------- | --------------- | --------------- | --------------- |
| Trainer                 | Jurgen Streppel | Jurgen Streppel | Jurgen Streppel | Jurgen Streppel | Jurgen Streppel | Jurgen Streppel | Jurgen Streppel | Jurgen Streppel | Jurgen Streppel | Jurgen Streppel | Jurgen Streppel | Jurgen Streppel | Jurgen Streppel | Jurgen Streppel | Jurgen Streppel | Jurgen Streppel | Jurgen Streppel | Jurgen Streppel | Jurgen Streppel | Jurgen Streppel | Jurgen Streppel | Jurgen Streppel | Jurgen Streppel | Jurgen Streppel | Jurgen Streppel | Jurgen Streppel | Jurgen Streppel | Jurgen Streppel | Jurgen Streppel | Jurgen Streppel | Jurgen Streppel | Jurgen Streppel | Jurgen Streppel | Jurgen Streppel |
| Punten per speelronde   | 1               | 0               | 1               | 0               | 0               | 3               | 1               | 0               | 0               |                 |                 |                 |                 |                 |                 |                 |                 |                 |                 |                 |                 |                 |                 |                 |                 |                 |                 |                 |                 |                 |                 |                 |                 |                 |
| Punten na speelronde    | 1               | 1               | 2               | 2               | 2               | 5               | 6               | 6               | 6               |                 |                 |                 |                 |                 |                 |                 |                 |                 |                 |                 |                 |                 |                 |                 |                 |                 |                 |                 |                 |                 |                 |                 |                 |                 |
| Stand na speelronde     | 4e              | 17e             | 14e             | 15e             | 15e             | 13e             | 14e             | 14e             | 16e             |                 |                 |                 |                 |                 |                 |                 |                 |                 |                 |                 |                 |                 |                 |                 |                 |                 |                 |                 |                 |                 |                 |                 |                 |                 |
| Goals per speelronde    | 1               | 0               | 0               | 0               | 0               | 3               | 2               | 0               | 1               |                 |                 |                 |                 |                 |                 |                 |                 |                 |                 |                 |                 |                 |                 |                 |                 |                 |                 |                 |                 |                 |                 |                 |                 |                 |
| Goals na speelronde     | 1               | 1               | 1               | 1               | 1               | 4               | 6               | 6               | 7               |                 |                 |                 |                 |                 |                 |                 |                 |                 |                 |                 |                 |                 |                 |                 |                 |                 |                 |                 |                 |                 |                 |                 |                 |                 |
| Doelsaldo na speelronde | 0               | −3              | −3              | −4              | −5              | −2              | −2              | −3              | −5              |                 |                 |                 |                 |                 |                 |                 |                 |                 |                 |                 |                 |                 |                 |                 |                 |                 |                 |                 |                 |                 |                 |                 |                 |                 |

### Thuis/uit-verhouding 2015/16
| Tegenstander    | ADO Den Haag | Ajax | AZ  | SC Cambuur | Excelsior | Feyenoord | De Graafschap | FC Groningen | SC Heerenveen | Heracles Almelo | N.E.C. | PEC Zwolle | PSV | Roda JC | FC Twente | FC Utrecht | Vitesse | Punten totaal |
| --------------- | ------------ | ---- | --- | ---------- | --------- | --------- | ------------- | ------------ | ------------- | --------------- | ------ | ---------- | --- | ------- | --------- | ---------- | ------- | ------------- |
| Willem II thuis |              |      |     |            |           |           |               |              |               |                 | 0-1    | 0-1        |     |         |           | 3-1        | 1-1     | 4             |
| Willem II uit   |              | 3-0  | 0-0 |            |           | 1-0       | 2-2           | 2-0          |               |                 |        |            |     |         |           |            |         | 2             |
| Punten          |              | 0    | 1   |            |           | 0         | 1             | 0            |               |                 | 0      | 0          |     |         |           | 3          | 1       | 6             |

### Toeschouwersaantallen 2015/16
| Tegenstander    | ADO Den Haag | Ajax   | AZ     | SC Cambuur | Excelsior | Feyenoord | De Graafschap | FC Groningen | SC Heerenveen | Heracles Almelo | N.E.C. | PEC Zwolle | PSV | Roda JC | FC Twente | FC Utrecht | Vitesse | Totaal (Gem.) |
| --------------- | ------------ | ------ | ------ | ---------- | --------- | --------- | ------------- | ------------ | ------------- | --------------- | ------ | ---------- | --- | ------- | --------- | ---------- | ------- | ------------- |
| Willem II thuis |              |        |        |            |           |           |               |              |               |                 | 12.300 | 11.500     |     |         |           | 11.600     | 11.000  | 11.600        |
| Willem II uit   |              | 48.494 | 14.144 |            |           | 47.500    | 9.183         | 21.787       |               |                 |        |            |     |         |           |            |         | 25.808        |

(* Bij deze wedstrijden mochten er geen uitsupporters aanwezig zijn.)

### Kaarten per speelronde 2015/16
| Speelronde                   | 1   | 2   | 3   | 4   | 5   | 6   | 7   | 8   | 9   | 10 | 11 | 12 | 13 | 14 | 15 | 16 | 17 | 18 | 19 | 20 | 21 | 22 | 23 | 24 | 25 | 26 | 27 | 28 | 29 | 30 | 31 | 32 | 33 | 34 |
| ---------------------------- | --- | --- | --- | --- | --- | --- | --- | --- | --- | -- | -- | -- | -- | -- | -- | -- | -- | -- | -- | -- | -- | -- | -- | -- | -- | -- | -- | -- | -- | -- | -- | -- | -- | -- |
| Gele kaarten per speelronde  | 2   | 0   | 4   | 2   | 2   | 2   | 1   | 0   | 1   |    |    |    |    |    |    |    |    |    |    |    |    |    |    |    |    |    |    |    |    |    |    |    |    |    |
| Gele kaarten na speelronde   | 2   | 2   | 6   | 8   | 10  | 12  | 13  | 13  | 14  |    |    |    |    |    |    |    |    |    |    |    |    |    |    |    |    |    |    |    |    |    |    |    |    |    |
| Rode kaarten per speelronde  | 0   | 0   | 0   | 0   | 0   | 0   | 0   | 0   | 0   |    |    |    |    |    |    |    |    |    |    |    |    |    |    |    |    |    |    |    |    |    |    |    |    |    |
| Rode kaarten na speelronde   | 0   | 0   | 0   | 0   | 0   | 0   | 0   | 0   | 0   |    |    |    |    |    |    |    |    |    |    |    |    |    |    |    |    |    |    |    |    |    |    |    |    |    |
| Scheidsrechter per wedstrijd | Kam | Nij | Jan | Ker | Lie | Mul | Jan | Lie | Hig |    |    |    |    |    |    |    |    |    |    |    |    |    |    |    |    |    |    |    |    |    |    |    |    |    |

(* 2× geel wordt in dit schema gezien als één rode kaart.)

### Strafschoppen 2015/16
| Penalty's    | Penalty's gescoord | Penalty's gemist | Penalty's gepakt | Penalty's totaal | Gescoord door: | Gemist door: | Gepakt door: |
| ------------ | ------------------ | ---------------- | ---------------- | ---------------- | -------------- | ------------ | ------------ |
| Willem II    | 0                  | 0                | 0                | 0                | -              | -            | -            |
| Tegenstander | 0                  | 0                | 0                | 0                | -              | -            | -            |

ADO Den Haag ·
Ajax ·
AZ ·
SC Cambuur ·
Excelsior ·
Feyenoord ·
De Graafschap ·
FC Groningen ·
sc Heerenveen ·
Heracles Almelo ·
N.E.C. ·
PEC Zwolle · 
PSV ·
Roda JC Kerkrade ·
FC Twente ·
FC Utrecht ·
Vitesse ·
Willem II